# 日産ディーゼル・スペースランナーRM
スペースランナーRM（スペースランナー アールエム、Space Runner RM）は、かつてUDトラックス（旧「日産ディーゼル工業」）が製造・販売を行っていた、路線・観光・自家用向け中型バスである。

## シリーズの概要
大型短尺（ショートホイールベース）車のカテゴリにおいて、かつて日産ディーゼル工業は1973年まで4R82型を、また、日産ディーゼルからエンジンの供給を受けていた日産自動車もニッサンU690型ボンネットバスを生産・販売していた。これらに搭載されていた2ストロークのUDエンジンが昭和48年排出ガス規制で使えなくなり、日産自動車も大型車部門を日産ディーゼルに集約した関係で、日産ディーゼルは全長10m未満の大型バス市場からは1987年にRPを発売するまで撤退していた。
その一方、1964年に日野自動車が、同社の中型トラック「レンジャー」とパワートレインやシャシ部品を共用し、車体断面やホイール径の小さい日本初の中型バスとしてRM100（後のRL → レインボーRJ）を発表した。翌1965年には三菱重工業（現・三菱ふそうトラック・バス）もこれに続き、MR620（後にB620 → MKへ発展）を発売。さらに、BA系など9mクラスの大型バスに強みを見せたいすゞ自動車も、1972年にBK（後にCCM/CDM → ジャーニーKに進化）で中型バスへ参入した。
これらの中型車は、当初は自家用が主な販路であったが、ローカル路線のダウンサイジングを図るため、路線用に起用されることが多くなった。そんな折、日産ディーゼルも1975年に富士重工業（現スバルカスタマイズ工房）製ボディを架装し、中型トラック「コンドル」用の4ストロークED6型エンジンを搭載したRM90系を発表した。
5年後の1980年には昭和54年排出ガス規制に適合し、K-RM80系にモデルチェンジ。そして1984年には昭和58年排出ガス規制に適合させたP-RM81系を発売、エンジンが改良型のFE6型になる。この系列のエンジンは、2005年にKK-RM252系が生産終了するまで21年間の長きに渡りRMに搭載されることになる。
1988年には西日本車体工業製ボディのRB80をラインアップ。RMと共にオプションでトルコンAT車が設定され、横浜市営バス「Yループ」や大阪市営バスなどで導入された。
さらに、1992年10月には西日本鉄道（現：西鉄バス北九州）が西鉄北九州線（2000年11月26日廃止）の路面電車をバスで代替することになり、西工製U-JM210のホイールベースを延長して全面的に置き換えた。これを後にJPとして市販化し、中型長尺車という新たなカテゴリーを築くに及んだ。
中型ワンステップバスは1989年からRB80に追加、JPでは国内初の車椅子乗降用スロープ板を備え、バリアフリーという言葉の認知度がまださほど高くなかった時期から「やさしさ」を追求していたことは賞賛に値する。1998年11月には国内初の中型ノンステップバスを発表。CNG車との組み合わせもいち早く展開するなど、同社のバス作りのノウハウが凝縮されている。
しかし路線仕様車が着実にシェアを拡大する一方で、もともと同社は大型を含めて観光仕様車の開発・販促活動が苦手とされており、観光系の導入実績は低く、徐々にラインアップが縮小されていった。

## シリーズの変遷

### 富士重工業製（2003年3月まで）

#### RM90
1975年発売。ボディはモノコックのR14系を架装、エンジンは渦流室式のED6 (150PS)。

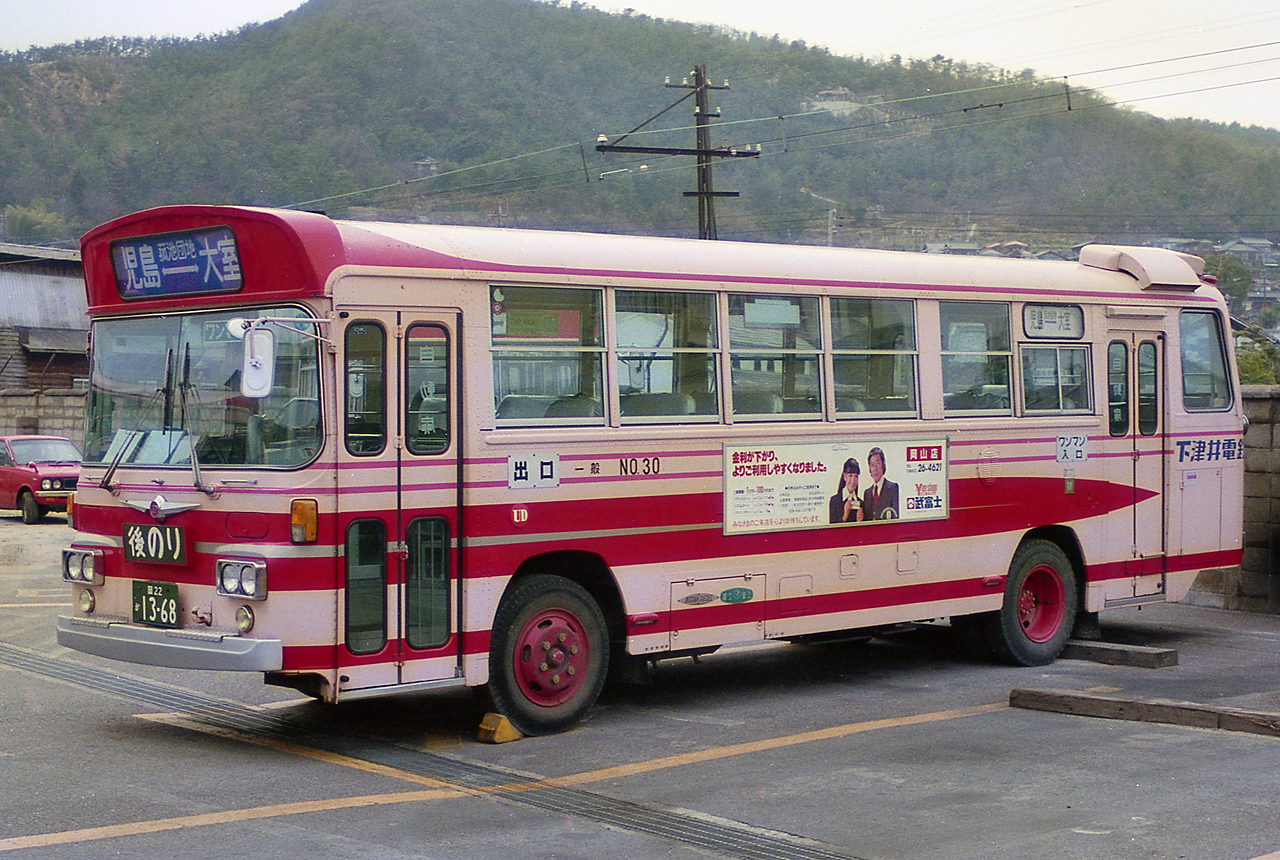
RM90G 富士重工4E 下津井電鉄

#### K-RM80
1980年、昭和54年排出ガス規制に対応して改良。エンジンが直接噴射式のFD6 (150PS) に変更される。
1982年から車体がスケルトンボディのR16系 (6E/6B) となる。

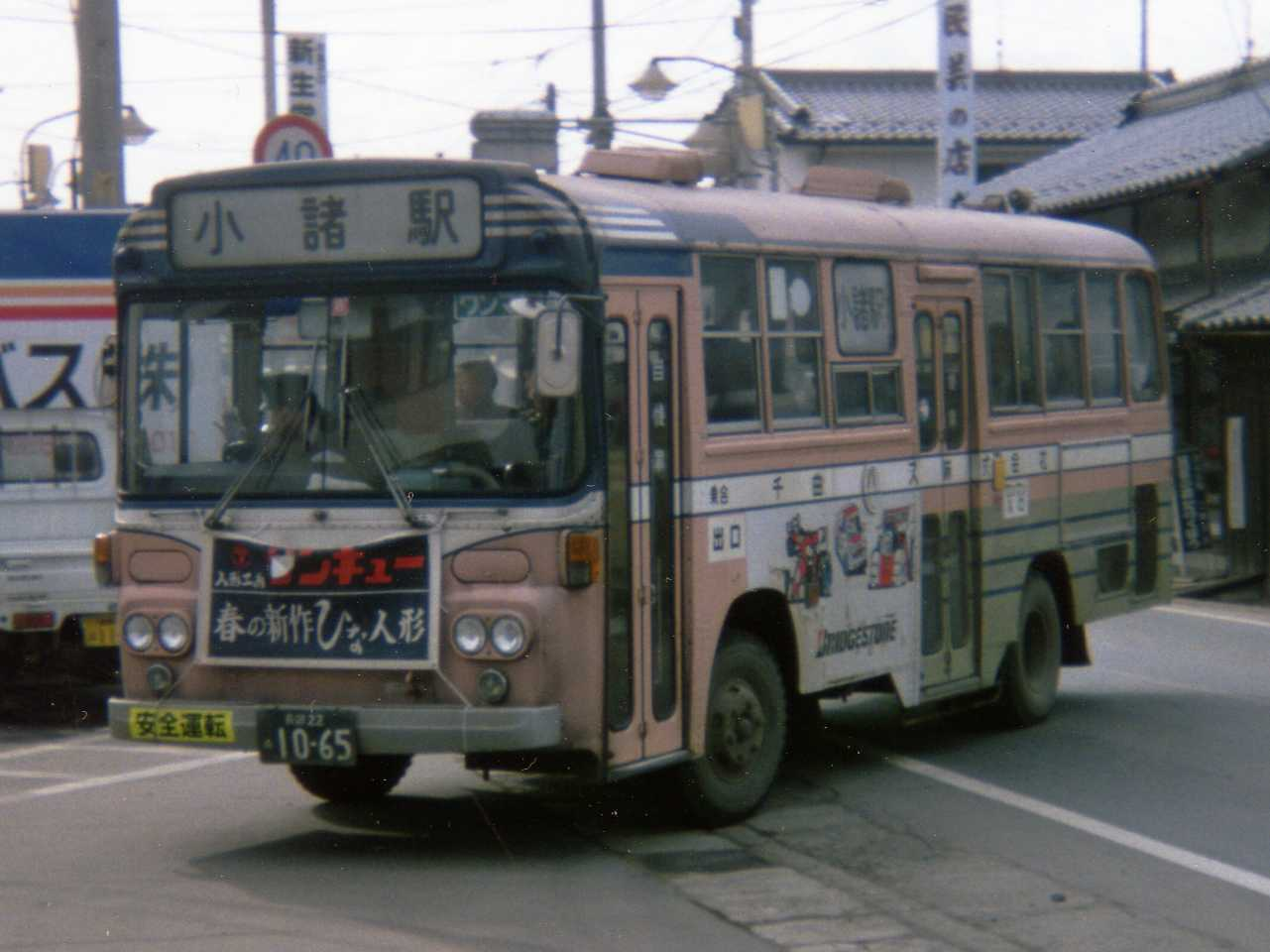
K-RM80E 富士重工4E 千曲バス
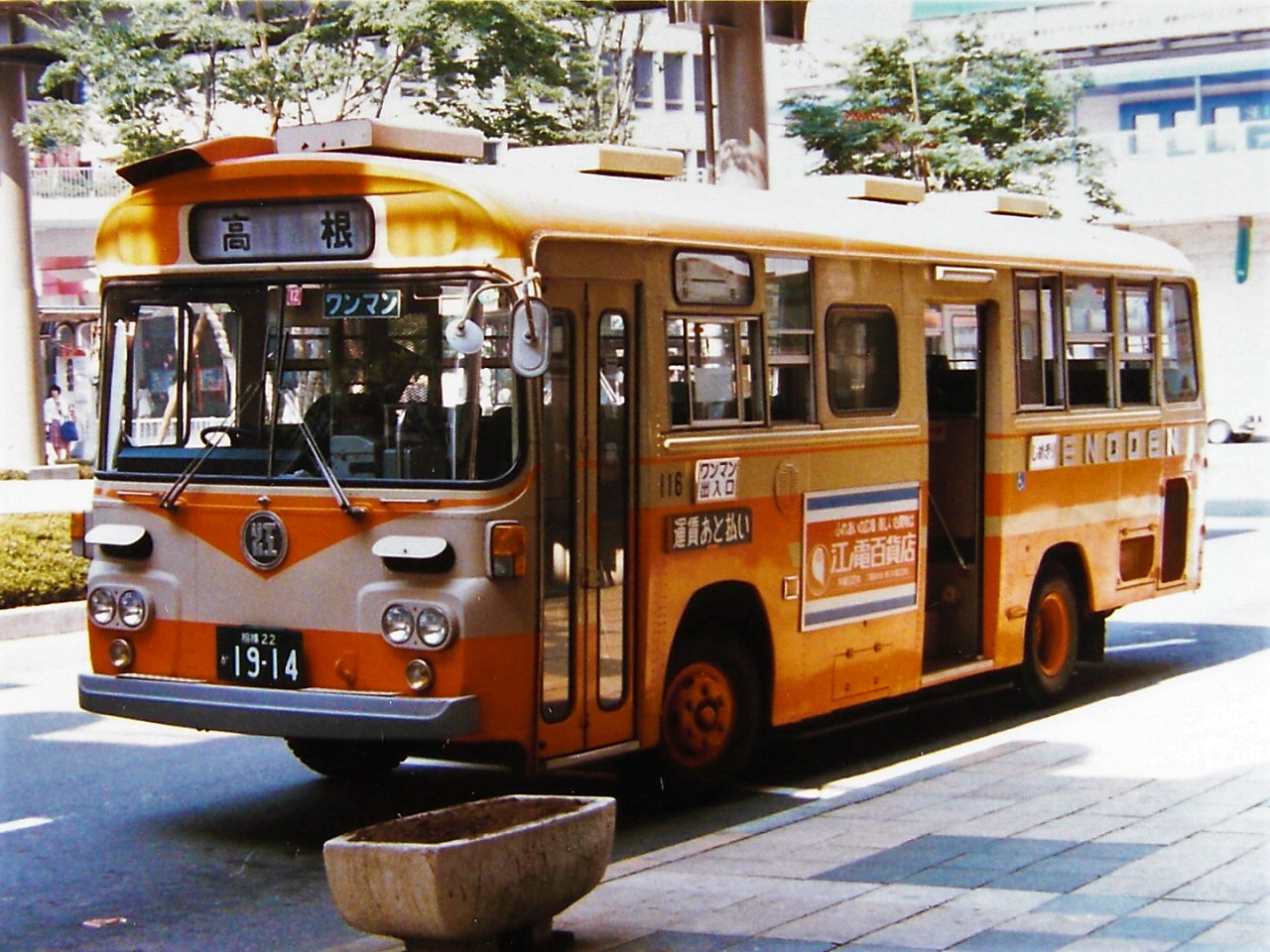
K-RM80E 富士重工4E 江ノ島電鉄
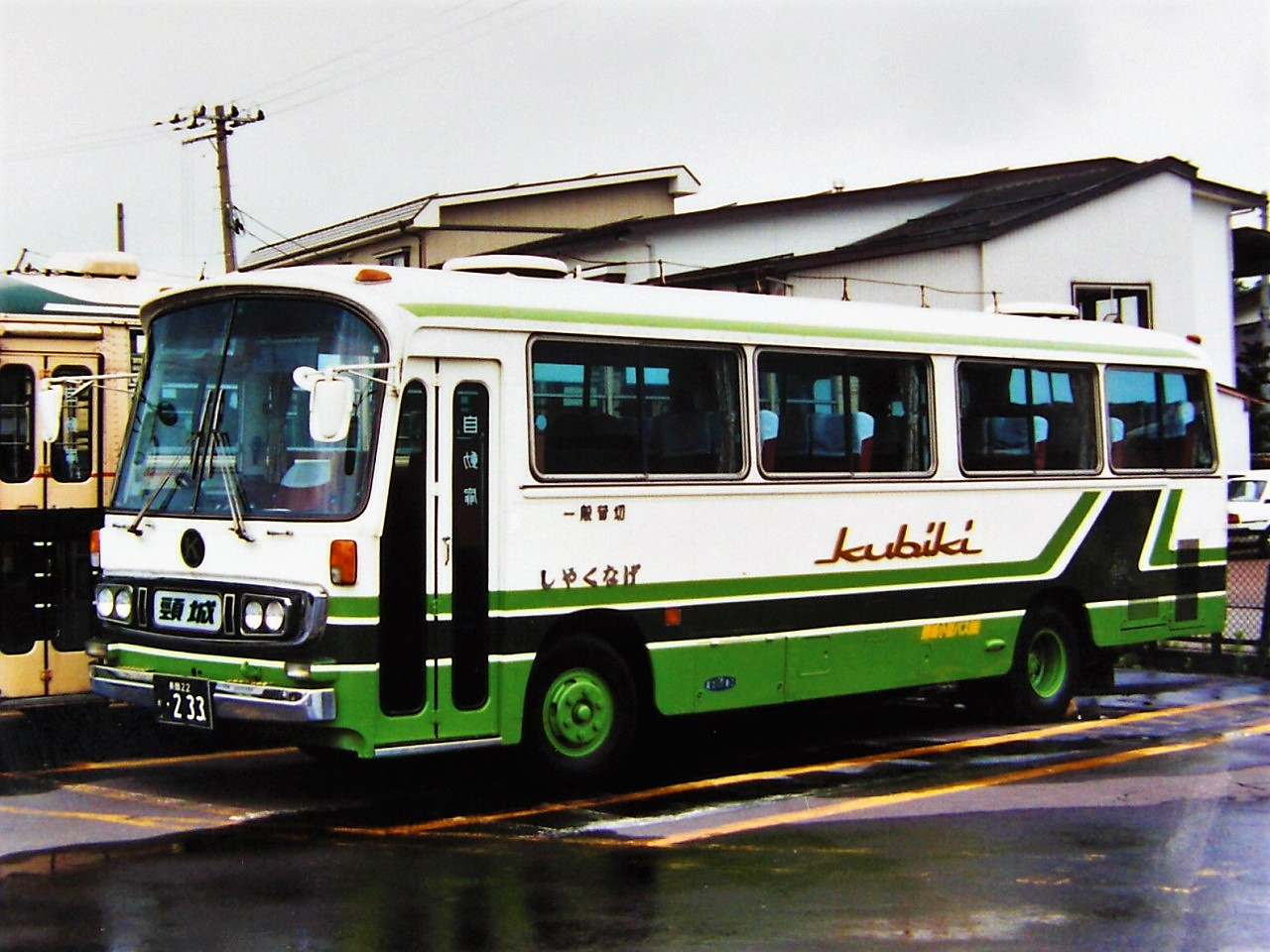
K-RM80E 頸城自動車
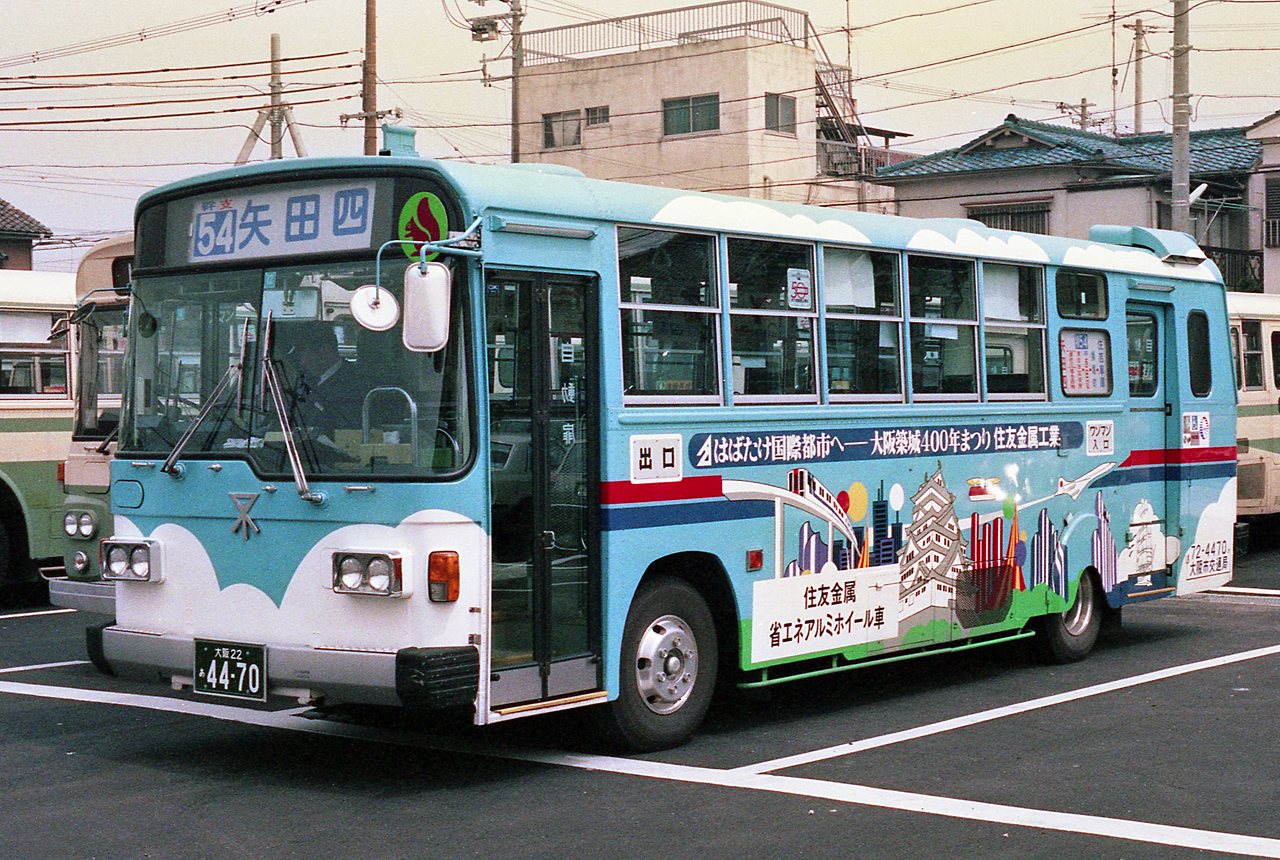
K-RM80G 富士重工6E 大阪市交通局

#### P-RM81
1984年、昭和58年排出ガス規制に対応して改良。FE6エンジン (180PS) を搭載する。
観光・自家用系にターボ付エンジンを搭載したハイデッカーが設定される。
※P-RM81以降の搭載機関等の説明は西工車体の欄を参照。

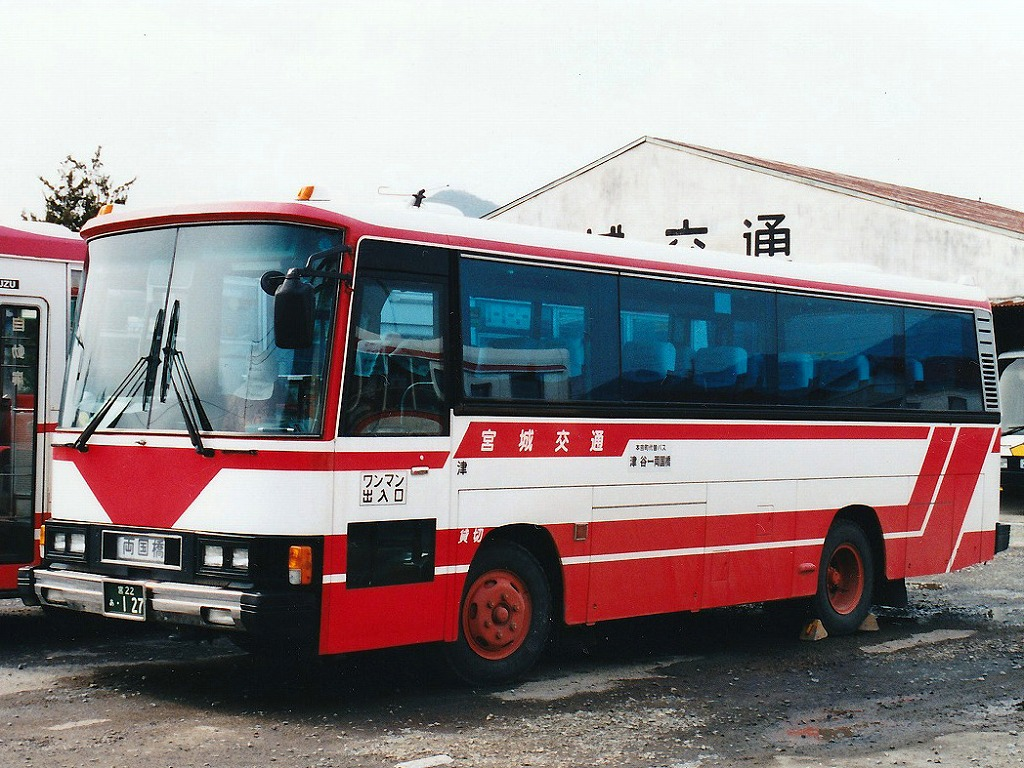
P-RM81E 富士重工6B 宮城交通
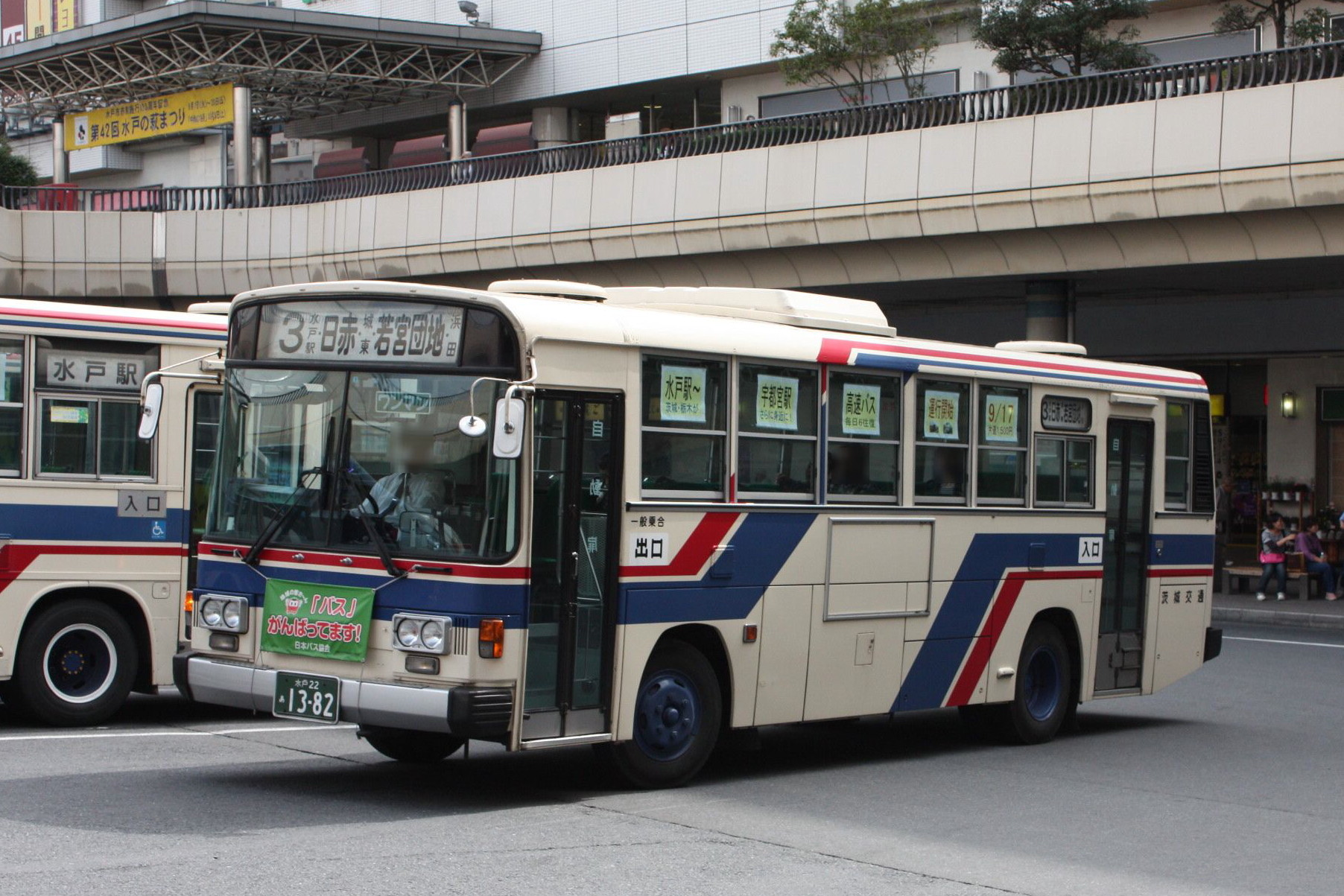
P-RM81G 富士重工6E 茨城交通
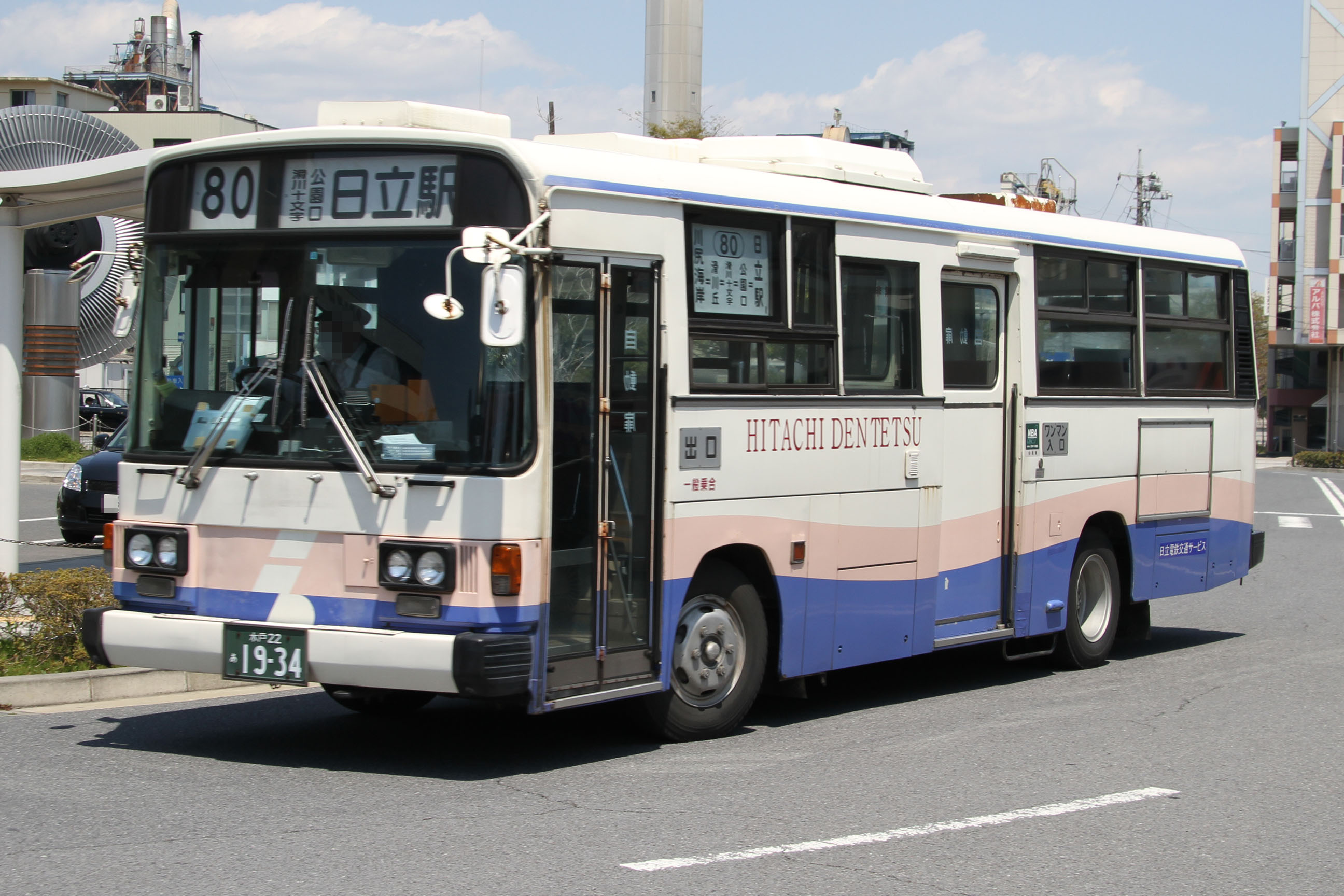
P-RM81G 富士重工6E 日立電鉄
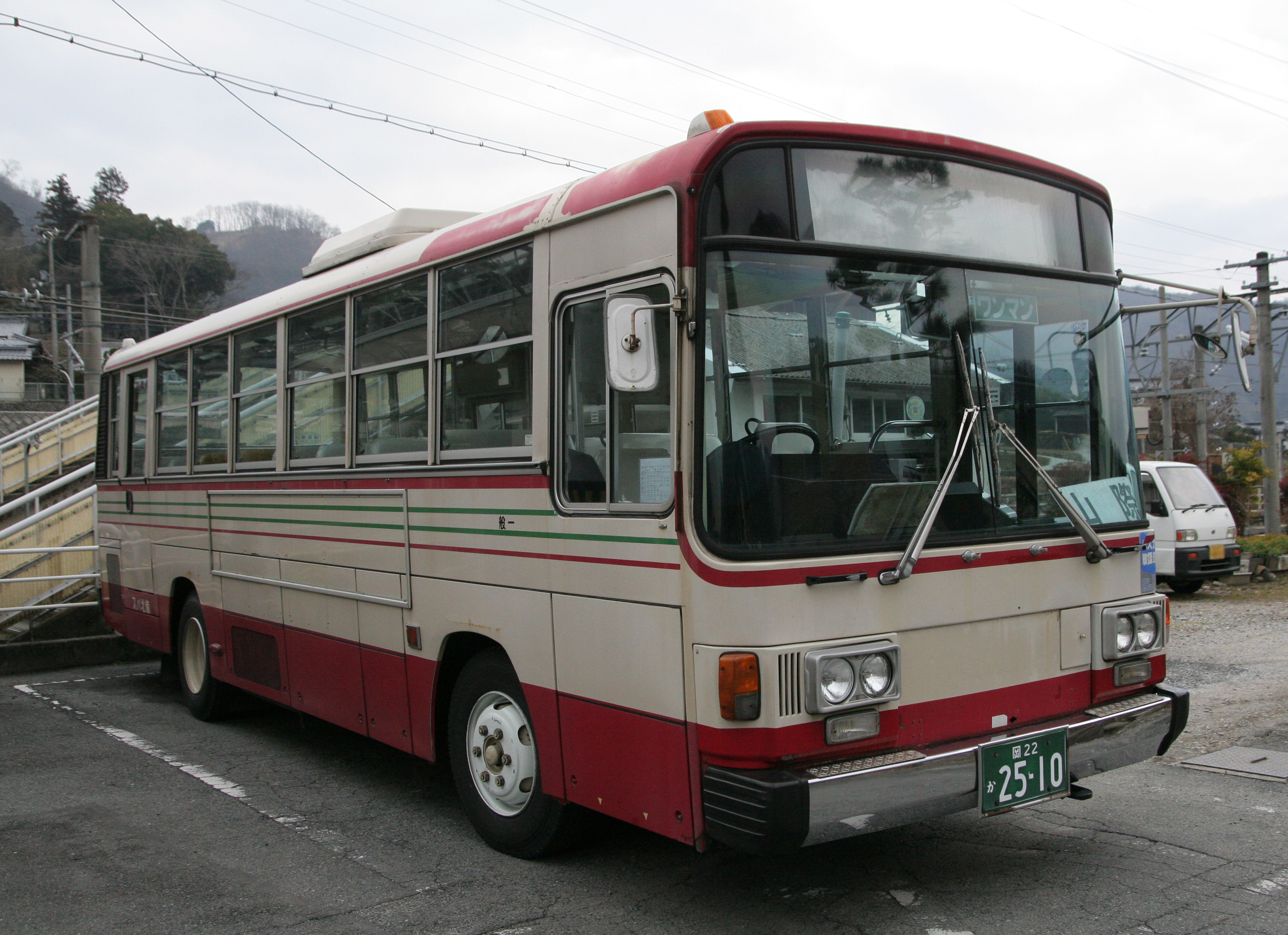
P-RM81G 富士重工6E 備北バス
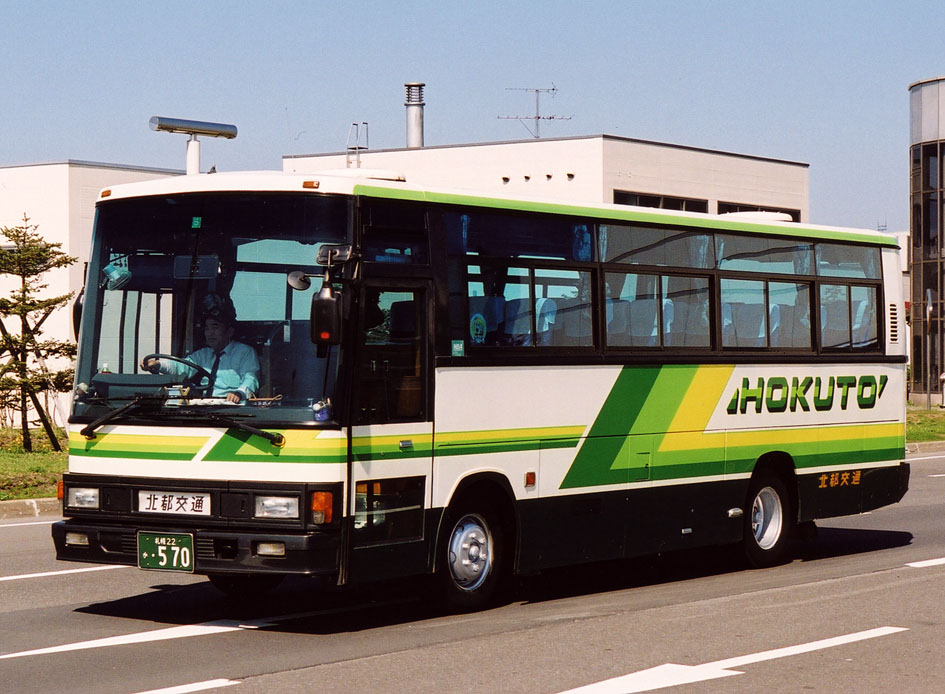
P-RM81G 富士重工H1 北都交通 貸切車

#### U-RM210
1990年、平成元年排出ガス規制に対応し、モデルチェンジ。富士重工製ボディ車としてはこのモデルから「スペースランナー」として発売。
車体が7E/7Bに準じた8E/8Bとなる。観光・自家用系はハイデッカーの設定がなくなり、スタンダードデッカー (8B) のみとなる。
後にトルコンAT車が追加される。

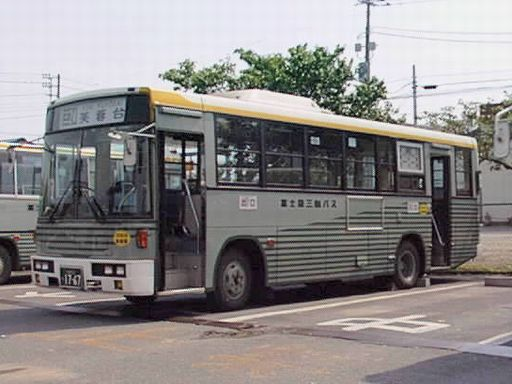
U-RM210GSN 富士重工8E 富士急三島バス 初期導入車はフォグランプの位置が異なる
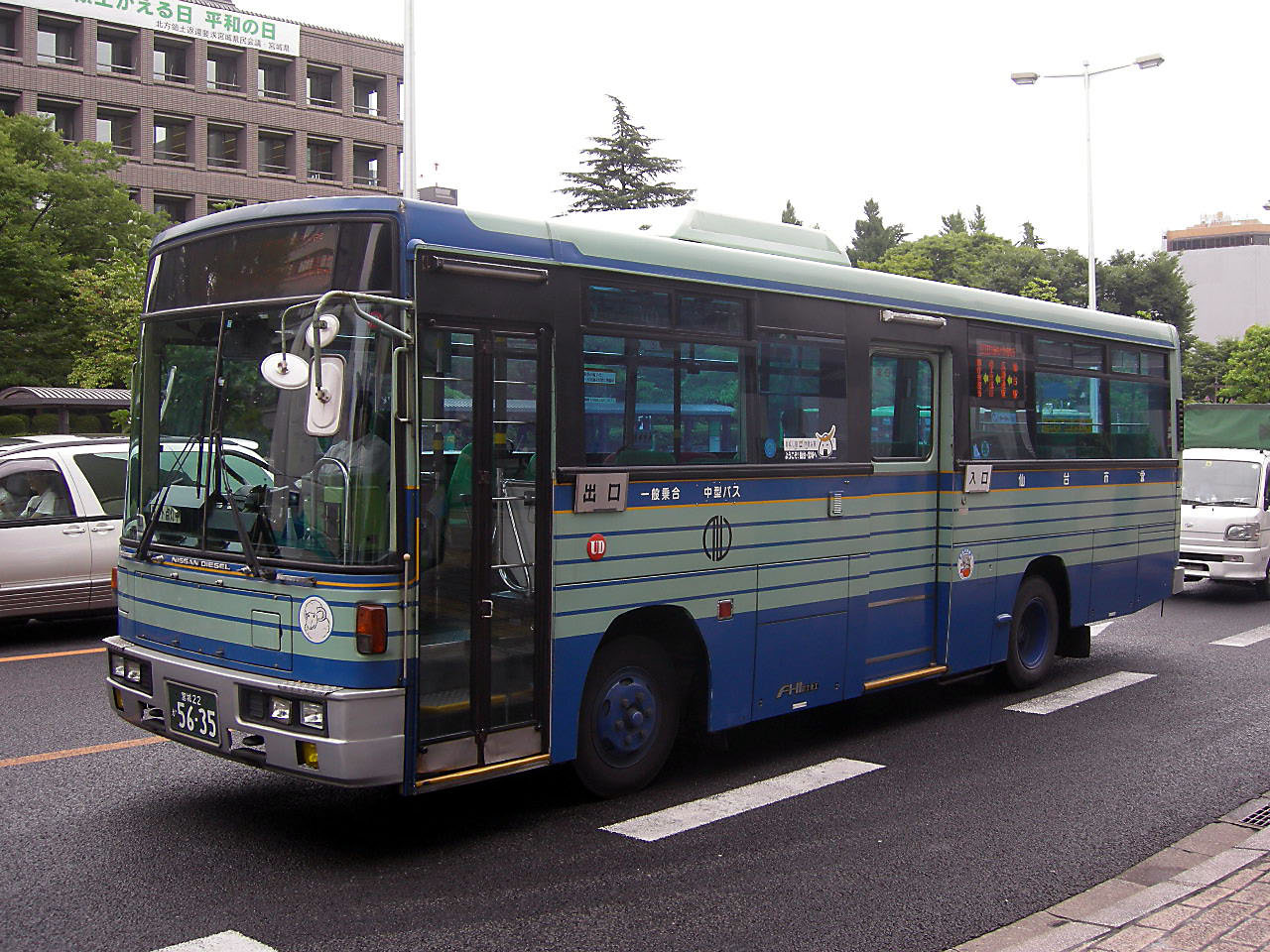
U-RM210GAN 富士重工8E 仙台市営バス エアサス・AT車（初期導入車）
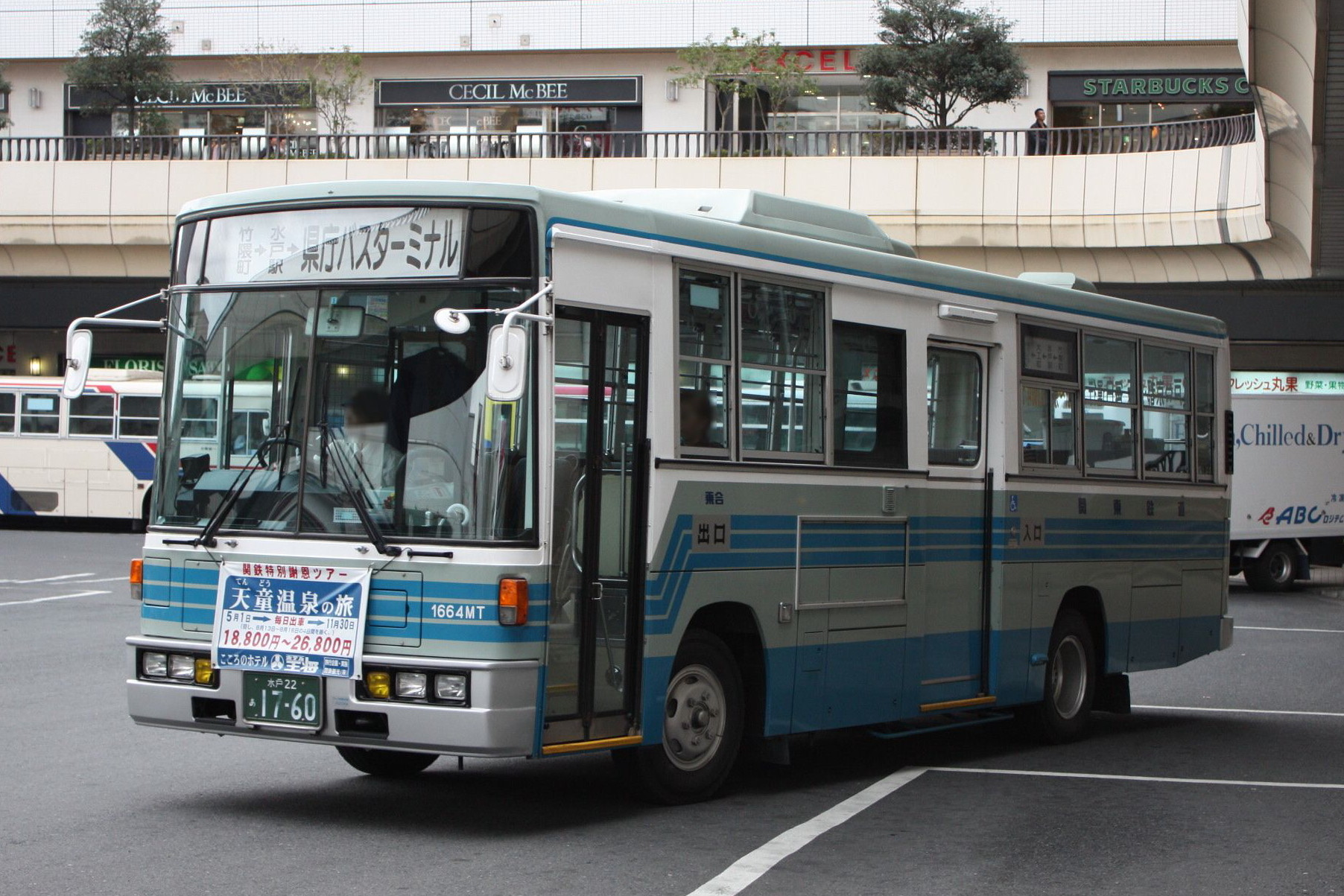
U-RM210GSN 富士重工8E 関東鉄道
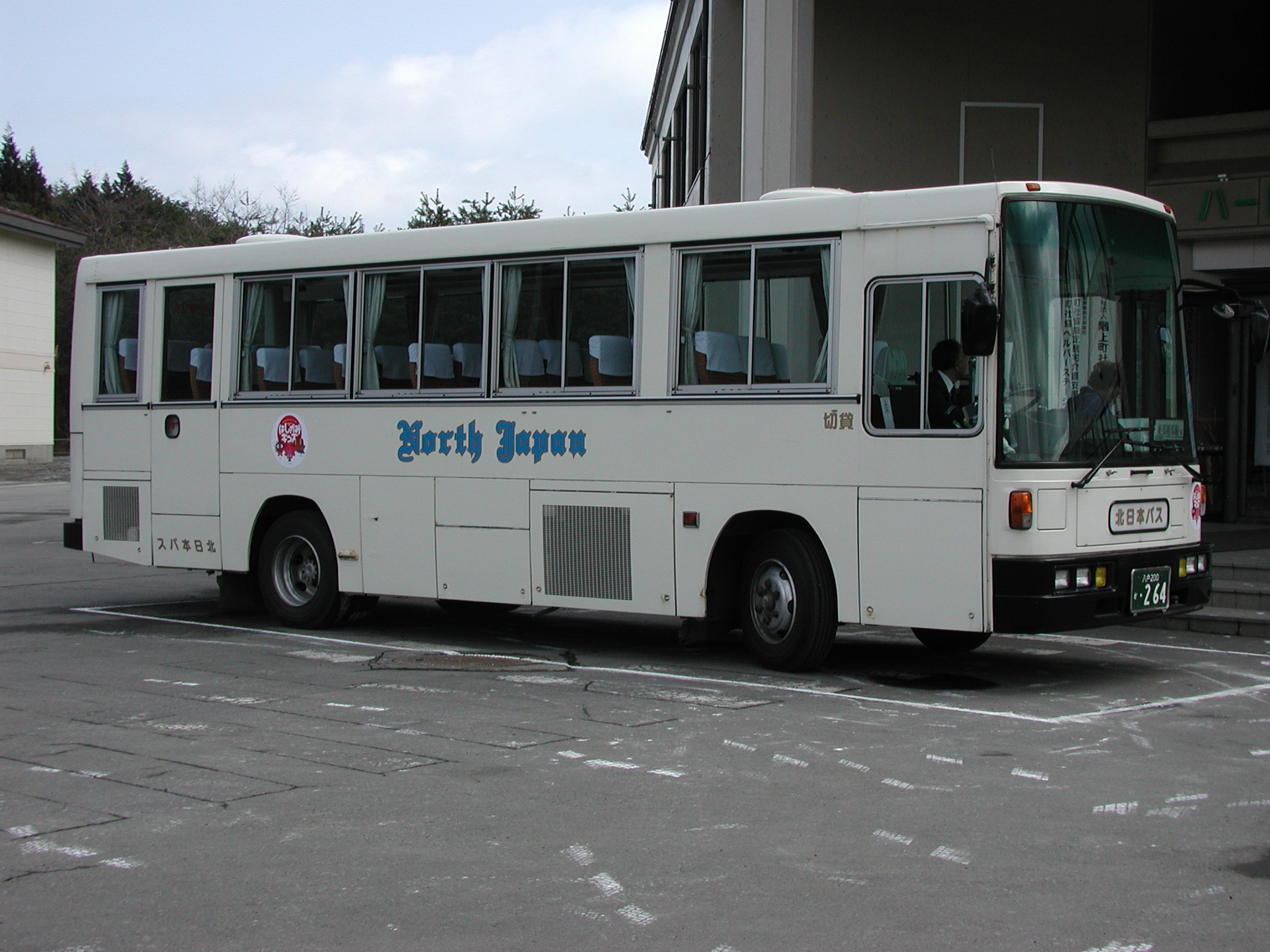
U-RM210GAP 富士重工8B 北日本中央観光バス 観光型

#### KC-RM211/250
1995年、平成6年排出ガス規制に対応して改良。このモデルから西工に合わせ、ワンステップが設定された（ショートボディはリーフサス車のみ）、

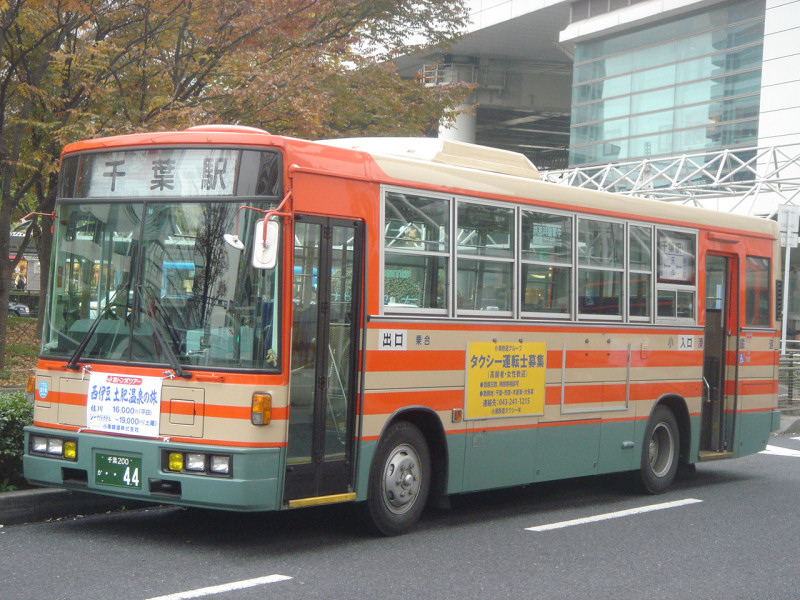
KC-RM211GSN 富士重工8E 小湊鐵道
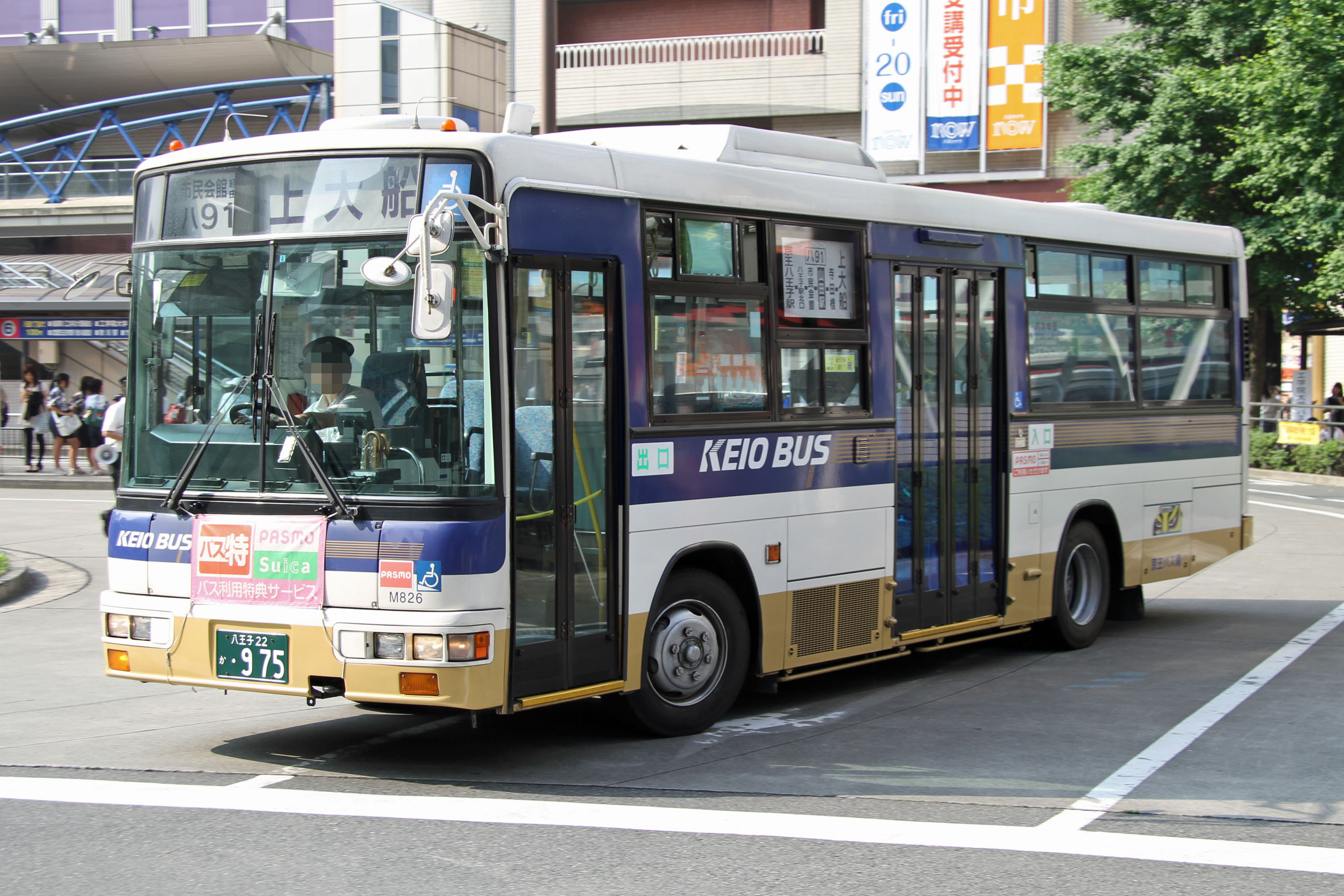
ワンステップ 富士重工8E特注マスク KC-RM211GSN 京王バス南
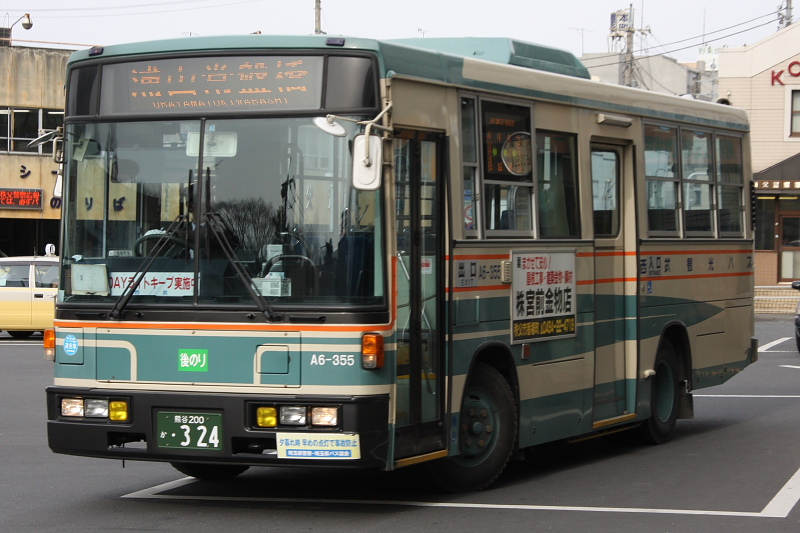
KC-RM211ESN改 富士重工8E WB230mm短縮車 西武観光バス
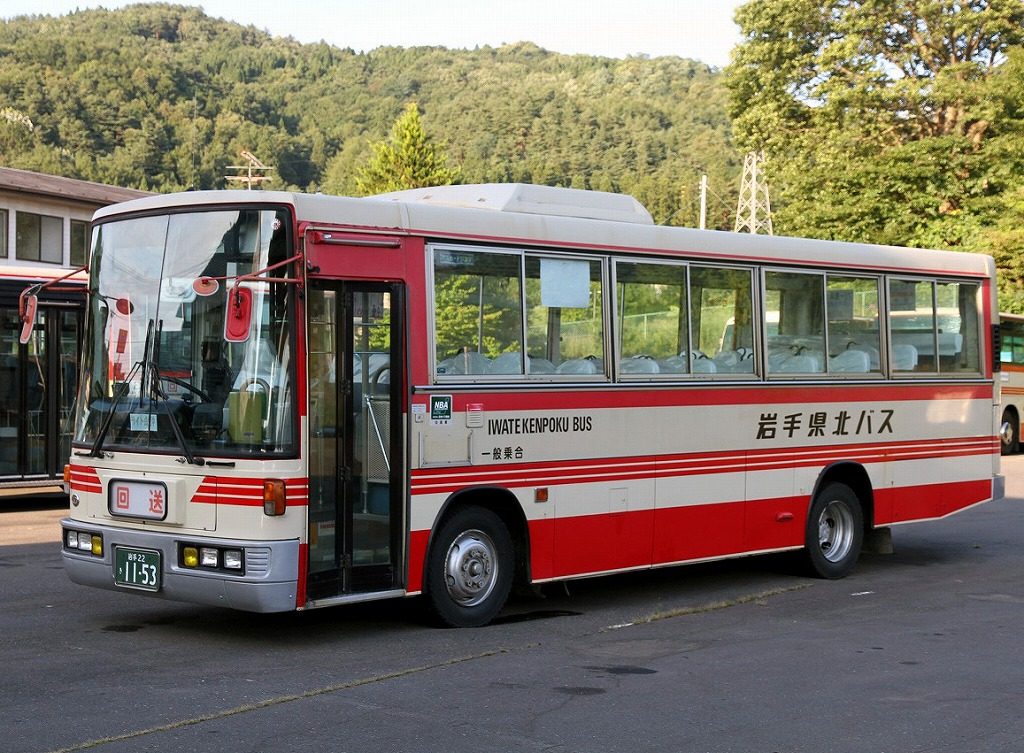
KC-RM250GAN 富士重工8B 岩手県北自動車

#### KK-RM252
1999年のフルモデルチェンジにより、KK-RM252系となる。ステップはワンステップとツーステップのみ選択可能。
車体は富士重工の8E/8Bで、8Eでは2001年中頃より、各所に改良が施されたR18系の最終型車体が架装されている。これは従来の8Eボディーに、フロントガラス方向幕部分の一体ガラス化、運転席側窓の四角枠化、リア通風口の形状変更、その他屋根肩部の微細な変更などが行われ、全体的にスマートになり、新7Eボディーに近いスタイルになったマイナーチェンジモデルである。
このモデルには、特注でショートボディのエアサスワンステップ車（KK-RM252EAN）が2台だけ製作され、熊本市交通局に納入されている。

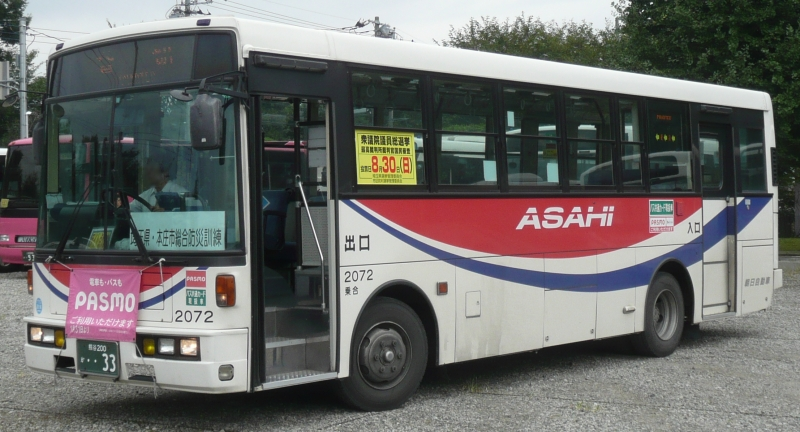
ツーステップ KK-RM252GSN 富士重工8E 朝日自動車
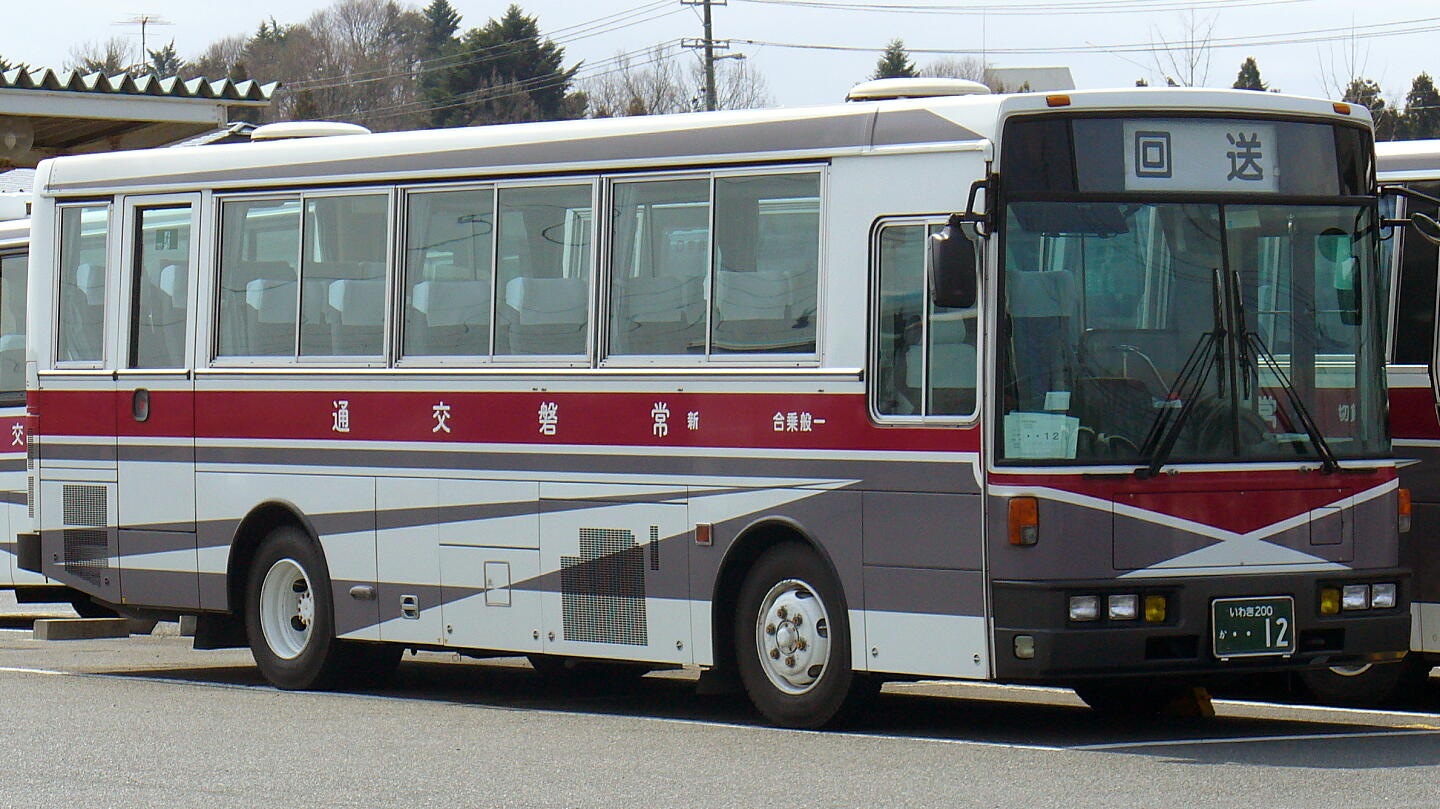
ツーステップ・トップドア KK-RM252GAN 富士重工8E 新常磐交通
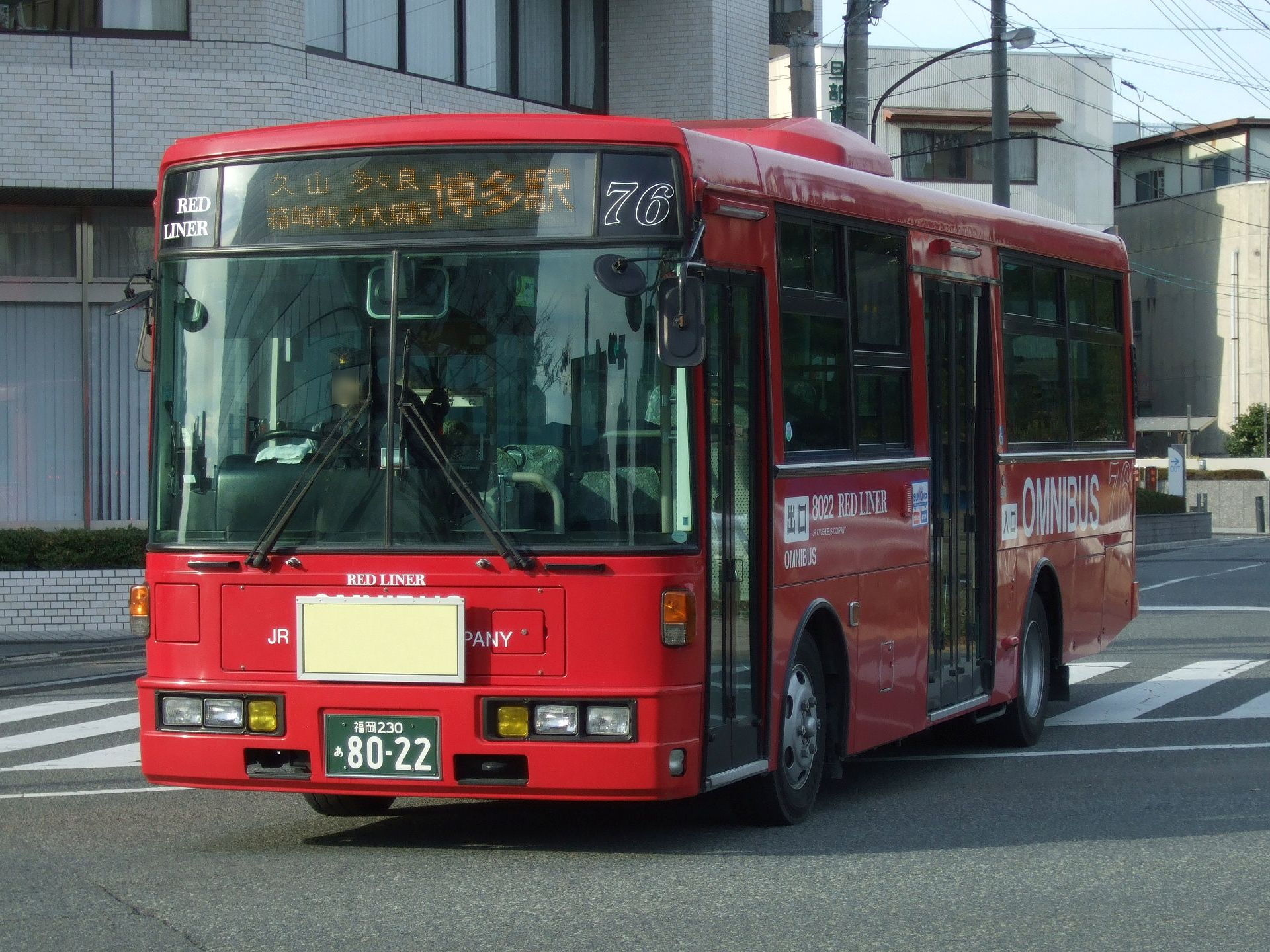
ワンステップ KK-RM252GAN 富士重工8E ジェイアール九州バス
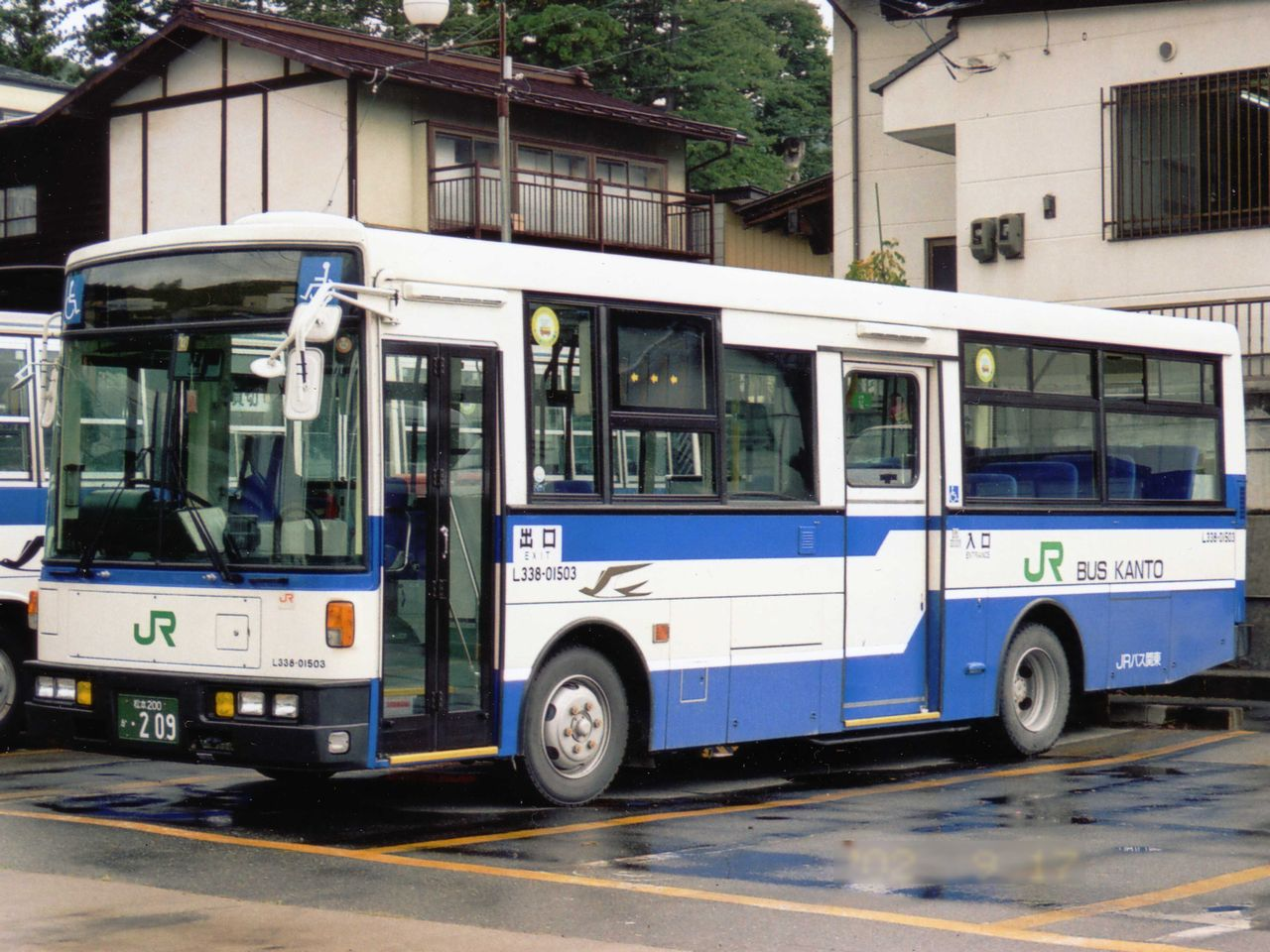
ワンステップ KK-RM252GAN 富士重工8E ジェイアールバス関東
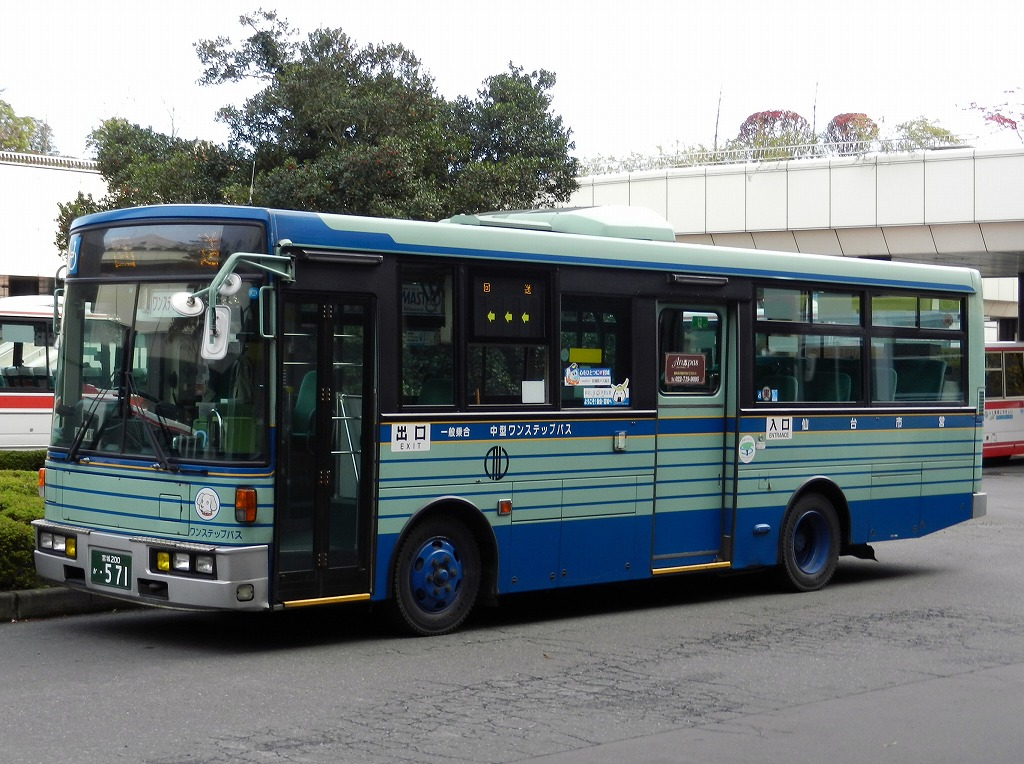
ワンステップ KK-RM252GAN 富士重工8E最終型 仙台市交通局
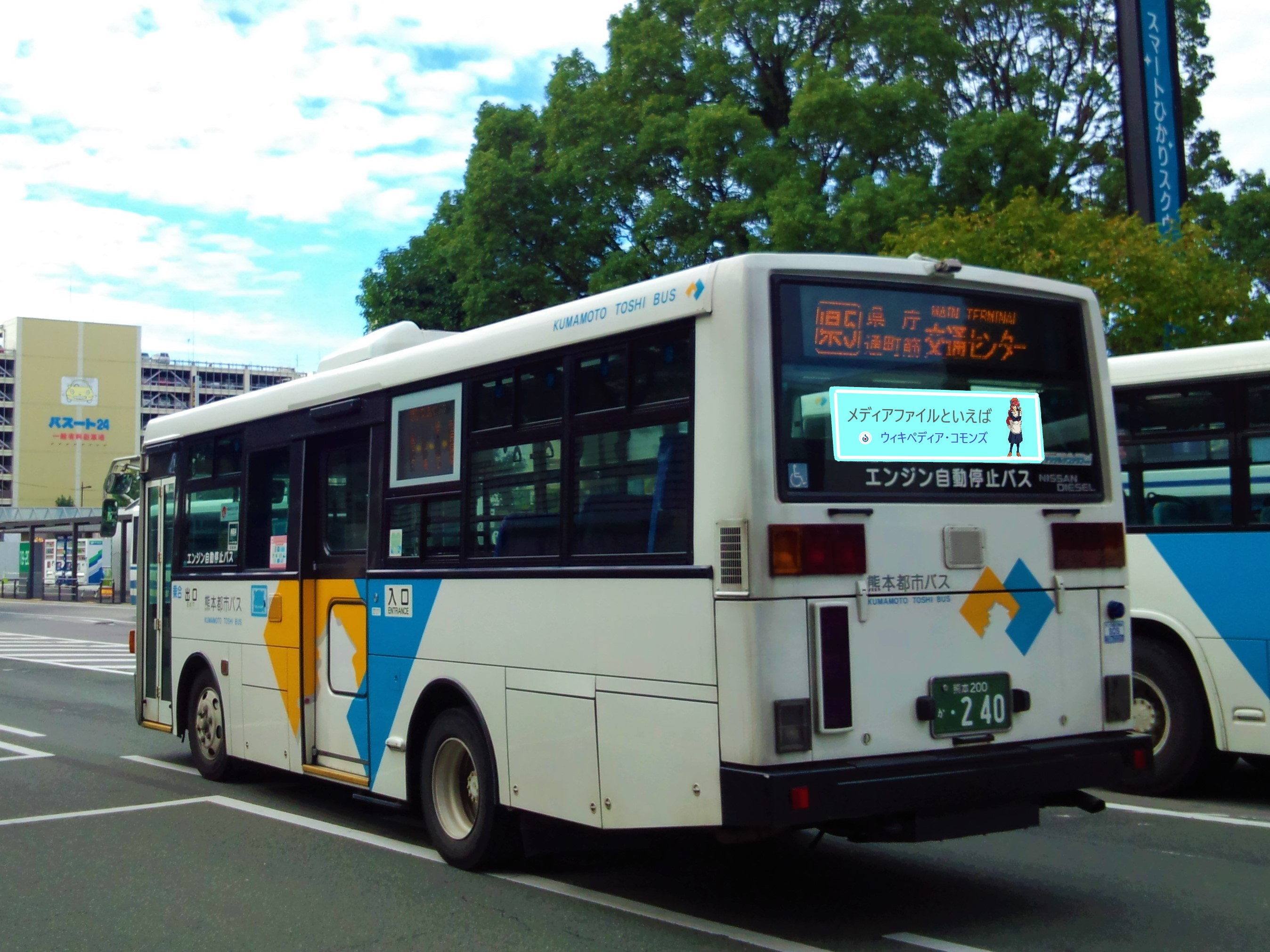
ワンステップ・特注ショート KK-RM252EAN 富士重工8E 熊本市交通局 ※熊本都市バス移管後

### 西日本車体工業製（2010年8月末まで）

#### P-RB80
1988年7月、P-RB系として発売。西日本車体工業製車体専用のフレーム付シャシである。
搭載機関はFE6 (180PS) とターボ付のFE6T (200PS) の2種類が選択可能。床高さはツーステップ、ワンステップ、ハイデッカーの3種類が選択可能。車体は、前面1枚窓が特徴的なオリジナルデザイン（日デオリジナルボディ）となっており、ハイデッカーは1988年度のグッドデザイン賞を受賞した。
1989年、日産ディーゼル工業と西日本車体工業の共同開発により、量産型式国産バス初のワンステップ車であるP-RB80GS（エアサス）、P-RB80GT（リーフサス）をラインナップに追加。ショートボディのワンステップはリーフサスのみ。

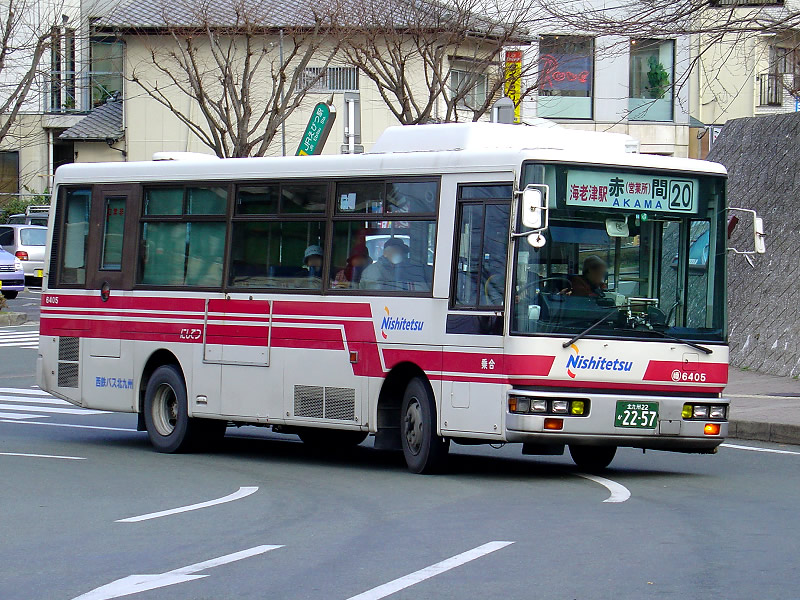
P-RB80G 西鉄バス北九州
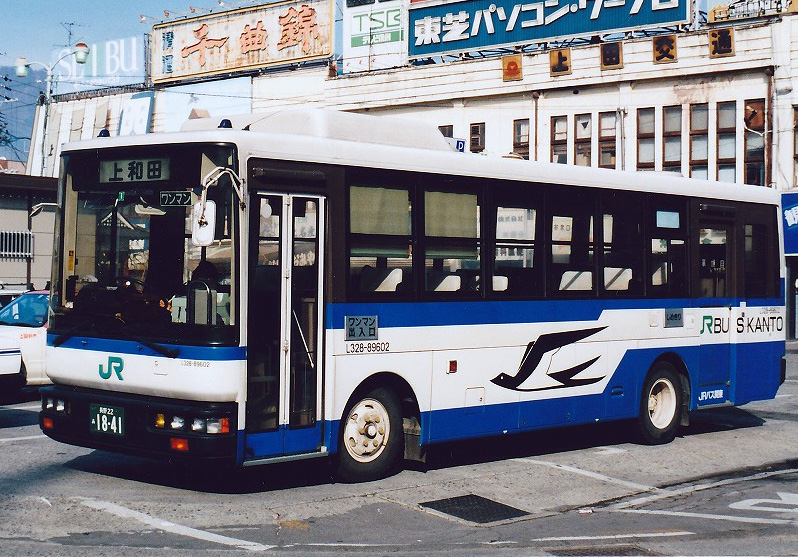
P-RB80GS ジェイアールバス関東
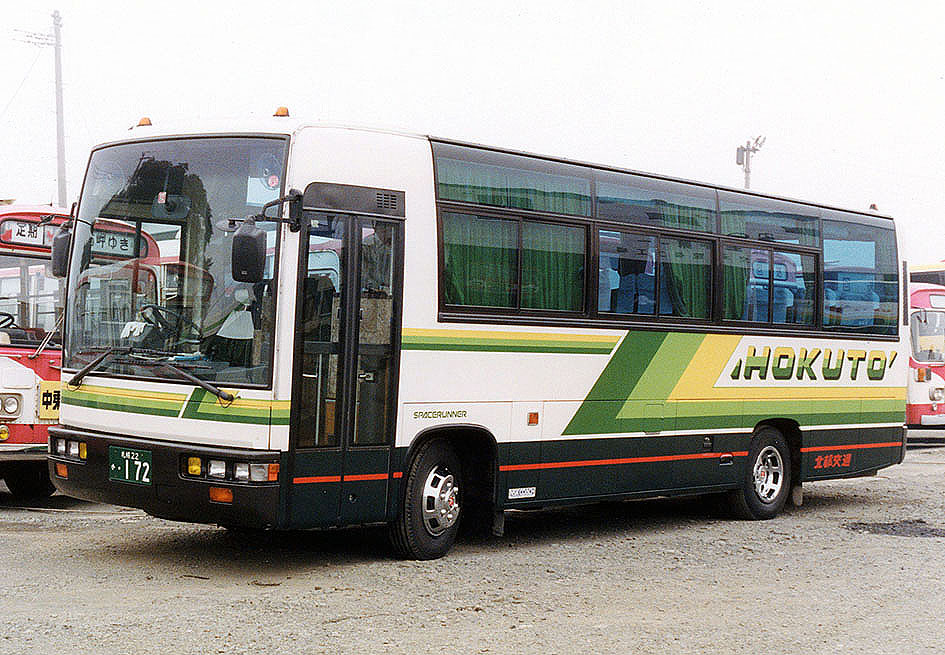
P-RB80G 北都交通 貸切車

#### U-JM210
1990年に平成元年排出ガス規制に対応し、フルモデルチェンジ。U-JM系となる。搭載機関は、FE6 (185PS) とターボ付のFE6T (205PS) の2種類が存在する。
1993年には中型トラック「ファインコンドル」において24バルブのFE6E型エンジン（195PS）およびFE6TA型エンジン（235PS）を採用したが、搭載は次のKC-代からとなった。
変速機は5速マニュアルを設定。標準はロッド式で、フィンガーコントロールトランスミッション (FCT) はオプション設定。FCT搭載車にはシフトインジケーター一体型のタコメーター（液晶表示）が搭載され、次のKC-代まで採用された。
路線系はツーステップまたはワンステップの2種類、観光・自家用はツーステップとハイデッカーの2種類がある。
車体は西日本車体工業製のオリジナルデザインのもので（日デオリジナルボディ）、前面は1枚ガラスのウインドシールドにオーバーラップワイパーという、観光系と共通したフロントマスクが特徴。このモデルは西鉄グループ各社を中心に九州では非常に多く存在している。
また、西日本鉄道はこのJMをベースに改造し、全長を10.5mまで延長したワンステップ車を路面電車代替バスとして多数導入した。この改造車は後に発売された中型長尺車のJP系の原型となった。

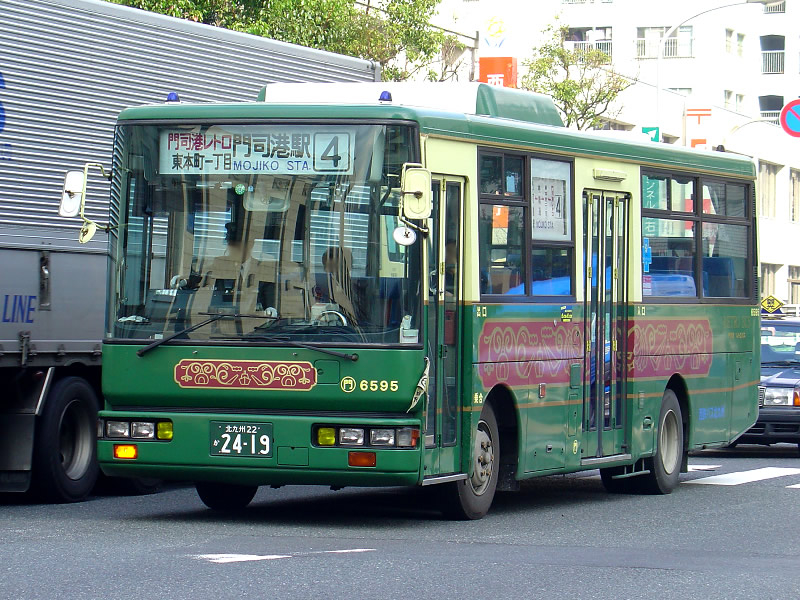
U-JM210GTN 西鉄バス北九州
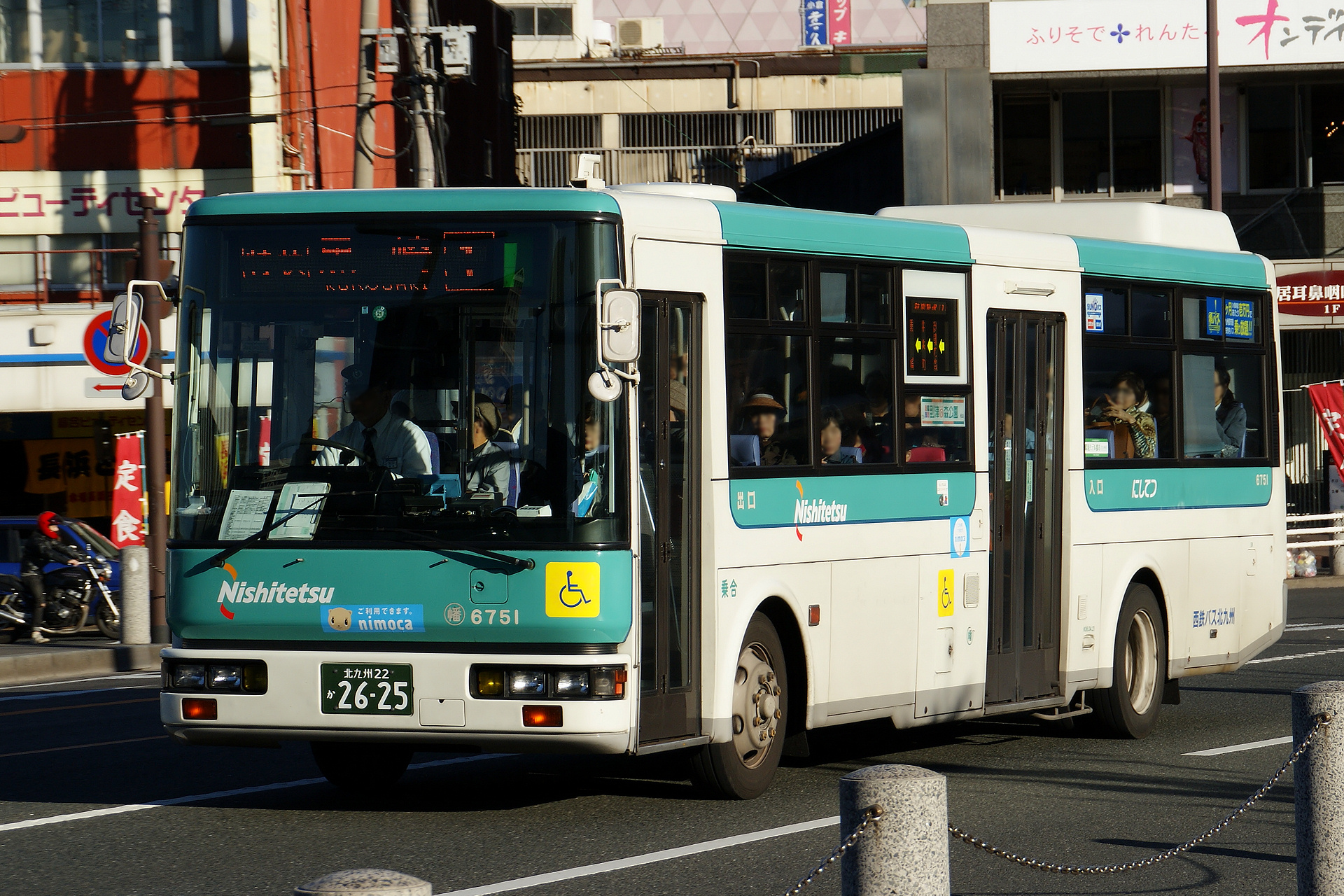
U-JM210GTN改 西鉄バス北九州

#### KC-RM211/KC-JM250
1995年、平成6年排出ガス規制に対応して改良。それまでRM路線系は富士重工、JMは西工と車体によってモデルが分かれていたが、このフルモデルチェンジを機に統一され、路線系はRMに統合された。
搭載機関は、ファインコンドルと同型の24バルブ化された標準出力のFE6E (195PS) と同じく24バルブ化の上インタークーラーを追加した高出力のターボ付FE6TA (235PS) の2種類で、変速機は5速または6速マニュアルが設定されている。エンジンの音もU-代とは異なり、非常に迫力あるものになった。
前モデルのエアサス車はリーフ併用式だったが、今回よりフルエアサスへの変更が行われた。また、このモデルより衝撃吸収式ステアリングが装備されている。
観光・自家用系は富士重工製がRM250、西工製がJM250として残る。路線系で高出力を選択する場合は改造登録となる。床高さは路線系がツーステップ、ワンステップ、ノンステップ（改造登録）の3種類で、観光・自家用はツーステップとハイデッカーの2種類が選択可能。
車体は、富士重工は8E/8B、西工は日デオリジナルボディのほか、1996年からは96MCも選択可能となった。ただし、ノンステップとハイデッカーは日デオリジナルボディのみとなる。

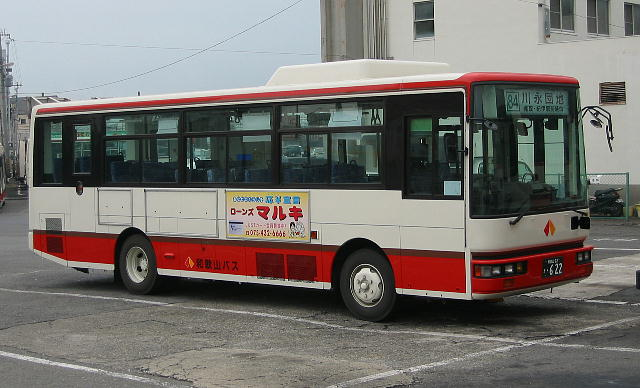
ツーステップ KC-RM211GAN 和歌山バス
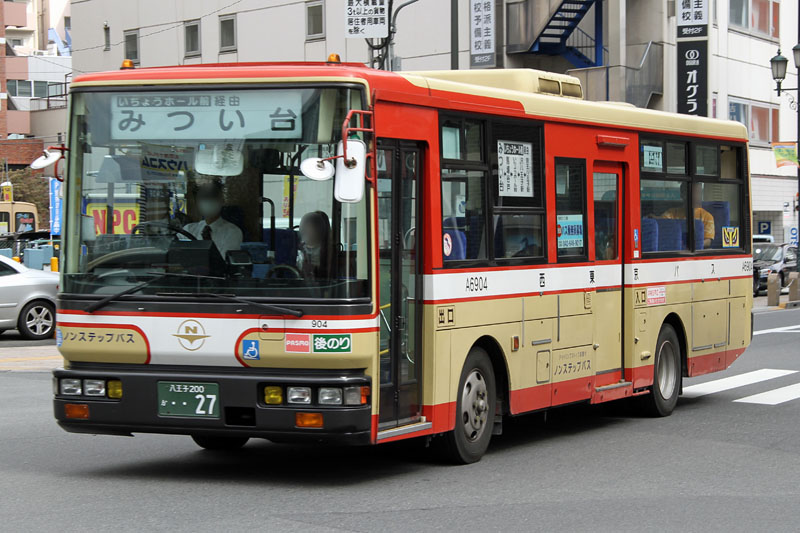
ノンステップ KC-RM211GAN改 西東京バス

#### KK-RM252/KK-JM252
1999年にフルモデルチェンジにより、KK-RM252/KK-JM252系となる。搭載機関は、FE6F型 (206PS) と FE6TA型 (240PS) の2種類。FU6型 (210PS) はCNG（圧縮天然ガス）エンジンである。変速機は、5速または6速マニュアルと5速オートマチックが設定されている。運転席周りの計器類などのデザインも変更された。
車体は、富士重工は8E/8Bで、8Eでは2001年中頃より上述の最終型車体を架装。西工は変わらず日デオリジナルボディまたは96MCである。ノンステップは西工のみ、ワンステップは西工と富士重工どちらの車体でも選択できる。
JM系は高出力のFE6TA型エンジンを搭載した最上級クラスのハイデッカー専用型式として残る。車体はこれまでと同じ西工の日デオリジナルボディだが、KK-JM252よりフロントバンパー形状が大型観光バスのC型02MCに準じたデザインに変更された。
富士重工のバス部門業務の縮小に伴い、2003年4月から、E尺（短尺・路線仕様ワンステップ）ならびにE尺エアサス仕様が廃止され、同時に車体指定メーカーが西工に変更された。
型式は以下の通り。
|                                               | WB3.9m      | WB4.28m       |
| --------------------------------------------- | ----------- | ------------- |
| エアサスワンステップ エアサスツーステップ     | KK-RM252EAN | KK-RM252GAN   |
| リーフサスワンステップ リーフサスツーステップ | KK-RM252ESN | KK-RM252GSN   |
| エアサスノンステップ                          |             | KK-RM252GAN改 |

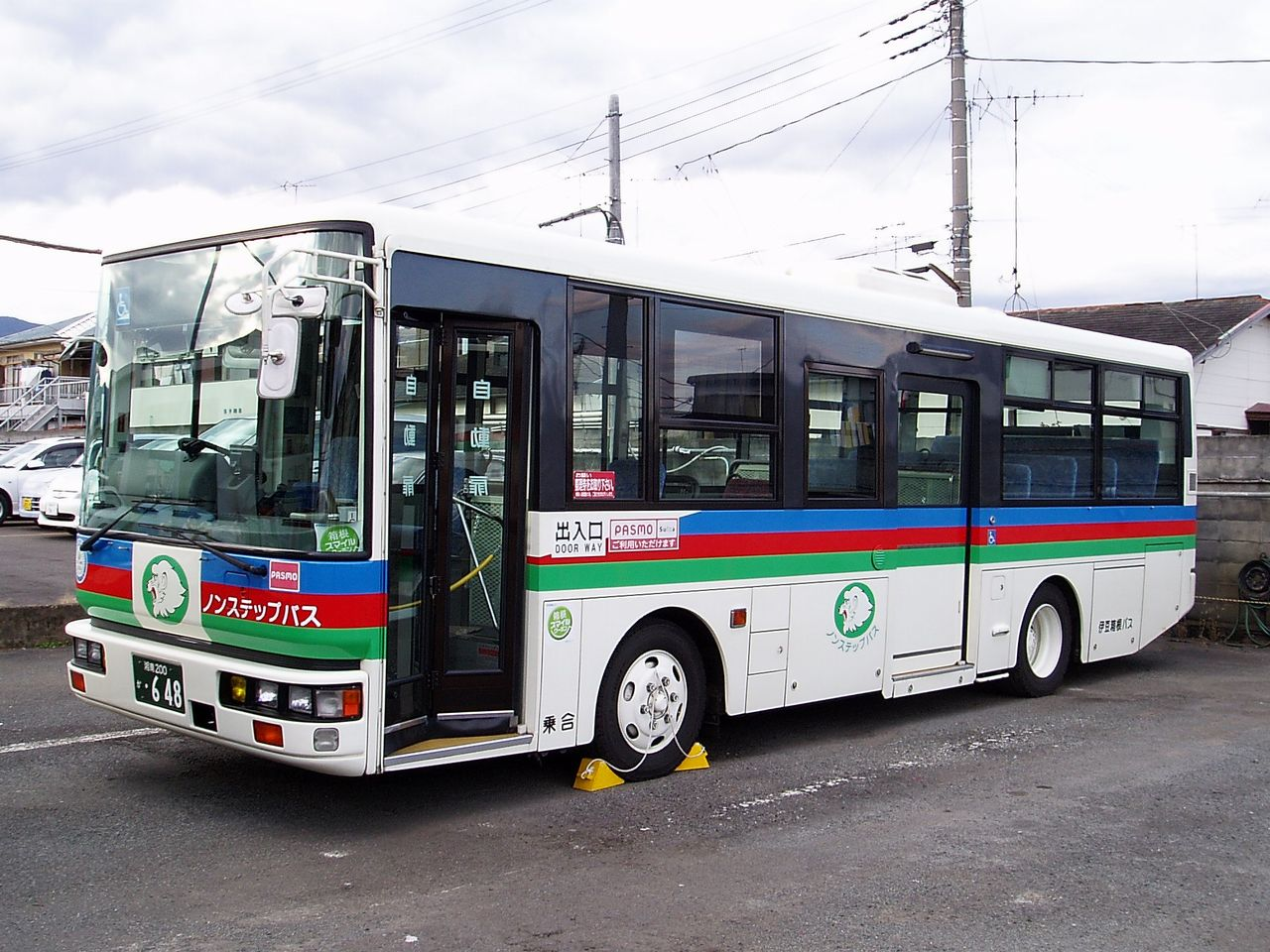
ノンステップ KK-RM252GAN改 伊豆箱根バス
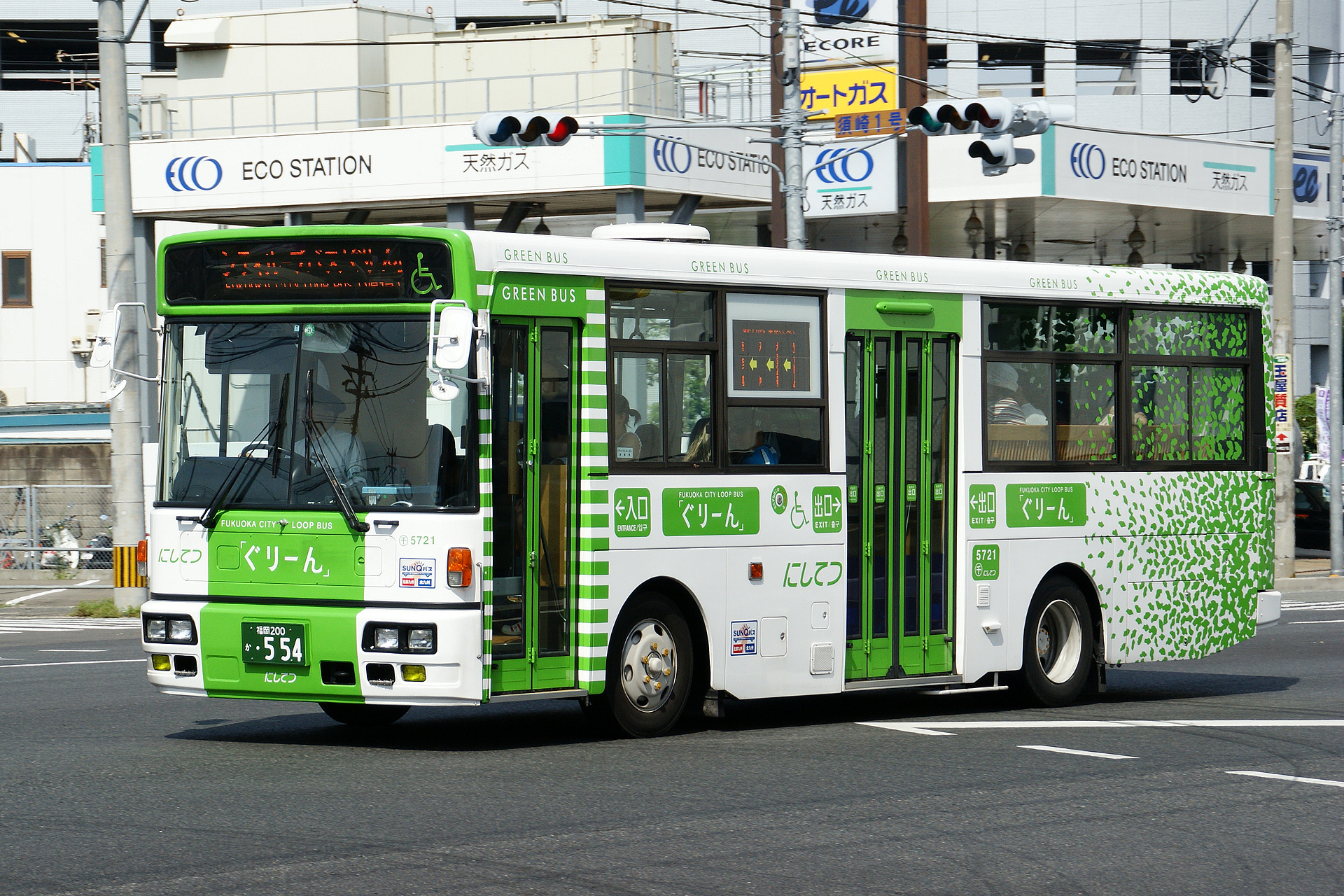
ワンステップ KK-RM252GSN 西日本鉄道
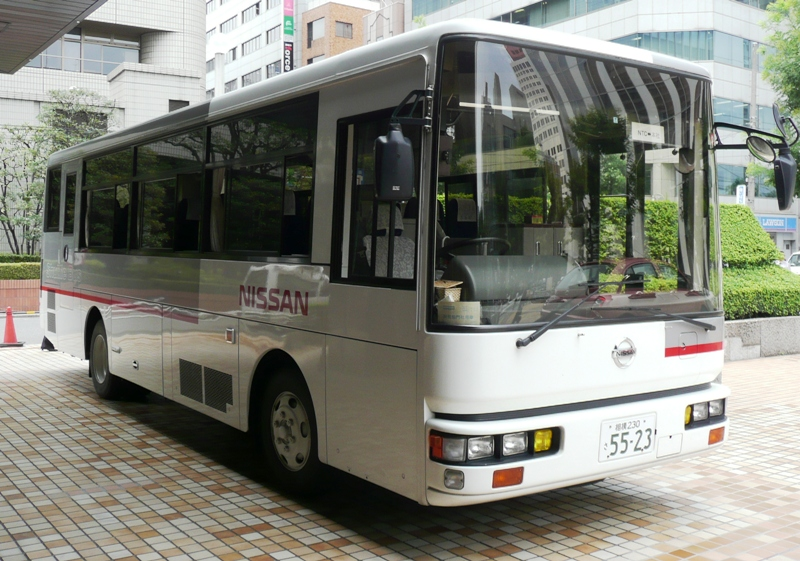
自家用 KK-RM252GAN 日産自動車

#### PB-RM360
2004年にフルモデルチェンジにより、PB-RM系となる。搭載機関は今回から自社開発を中止し、日野自動車からエンジン供給を受けている。平成16年排出ガス規制（短期規制）75%低減を達成した、直列5気筒インタークーラーターボ装備のJ07E-TC型（225ps）及びJ07E-TB型 (220ps、AT車)の2種類。
PB-RM系から、平成18年の灯火器保安基準の改正に対応するため、リアコンビネーションランプが縦並びの物になり、先代とは全く異なるリアスタイルになった。またエンジンルーム通気口が乗降扉側にあるのが特徴。床高さはノンステップとワンステップの2種類が存在する。
観光・自家用仕様も路線用と同じく搭載機関はJ07E-TC型及びJ07E-TB型の2種類で、同じく縦型リアコンビネーションランプを装備する。観光・自家用仕様はラインナップが縮小され、ハイデッカーの設定が無くなり、ツーステップ標準床のみとなった。この観光・自家用仕様はホイールベースが100mm延長され、専用のH尺となっている。
車体はこれまで採用されてきた日デオリジナルボディから96MCに変更され、大型のE-IIに準じたF-Iとなった。ただし、大型のE-IIと違いフロントガラスの傾斜が少なく、フロントガラスは分割型が選択可能になったものの、周囲の形状はこれまでの日デオリジナルボディと変わらない。その他はバンパー周りと灯火関係の変更に留まる。
自動車排出ガス規制のため2007年8月で販売を終了し、次の車種が登場するまで4か月ほど空白期間となる。

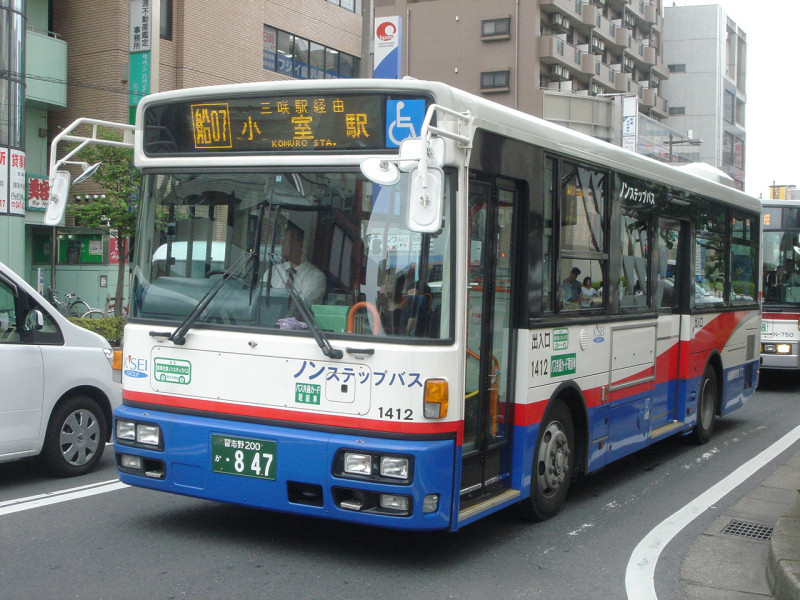
ノンステップ PB-RM360GAN 船橋新京成バス
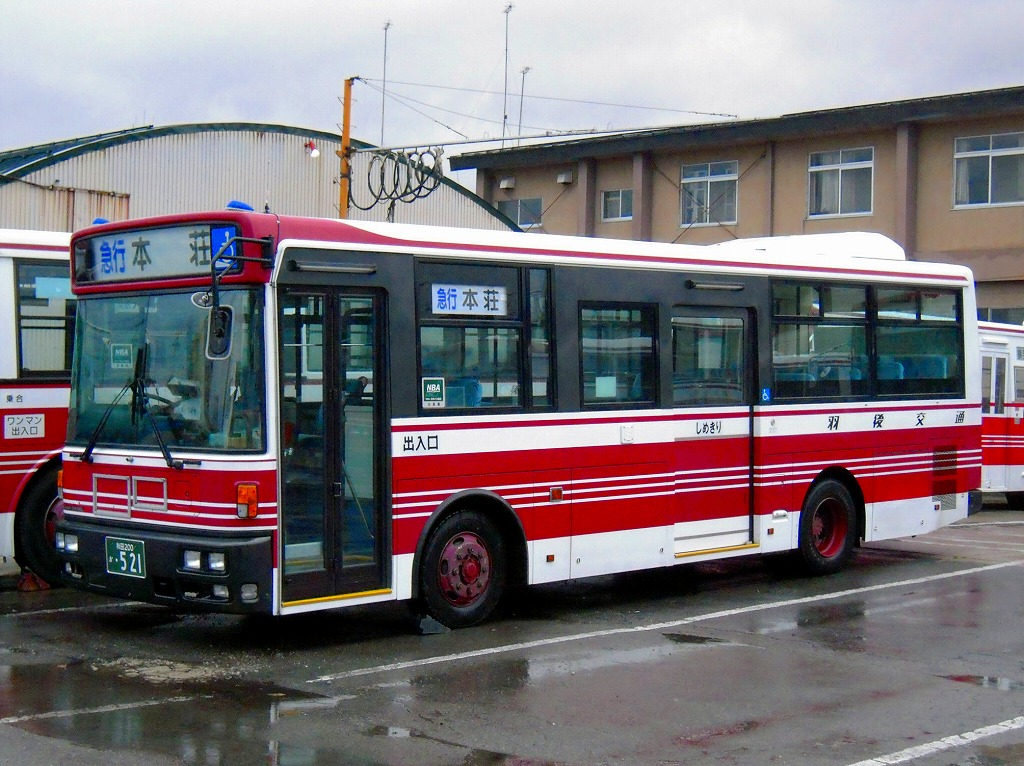
ワンステップ PB-RM360GAN 羽後交通

#### PDG-RM820
2007年12月25日にPDG-RM820系となった。新長期規制に適合し、基準に対してPMの10%減を達成している。排出ガス規制適合のため、前車種の販売終了から4か月のブランクを置いての発表となった。
この時期、日産ディーゼルは三菱ふそうトラック・バスとバス製造事業において業務提携を開始しており、当車種は日産ディーゼルが設計を行っているため、西日本車体工業で車体が架装される一方、エンジンは排出ガス後処理装置の再生制御式DPFも含めて三菱ふそうから供給を受けており、三菱ふそう製6M60型エンジン (177kW / 240PS) を搭載する。
この車種は2008年1月31日より三菱ふそうへエアロミディ-S（9m車）としてOEM供給されている。
ラインナップは前回のPB-RM系に引き続き、ノンステップ車、ワンステップ車のPDG-RM820GANと自家用仕様のPDG-RM820HANが国土交通省の認可を受けている。三菱ふそう供給分はそれぞれPDG-AR820GAN、PDG-AR820HANとして国土交通省の認可を受けている。
この代からリアコンビネーションランプが大きく変更され、三菱ふそう・エアロミディMKと同様のリアバンパー内蔵タイプとなっている。
西日本車体工業での車体生産終了に伴い、2010年8月末をもって製造を終了した。

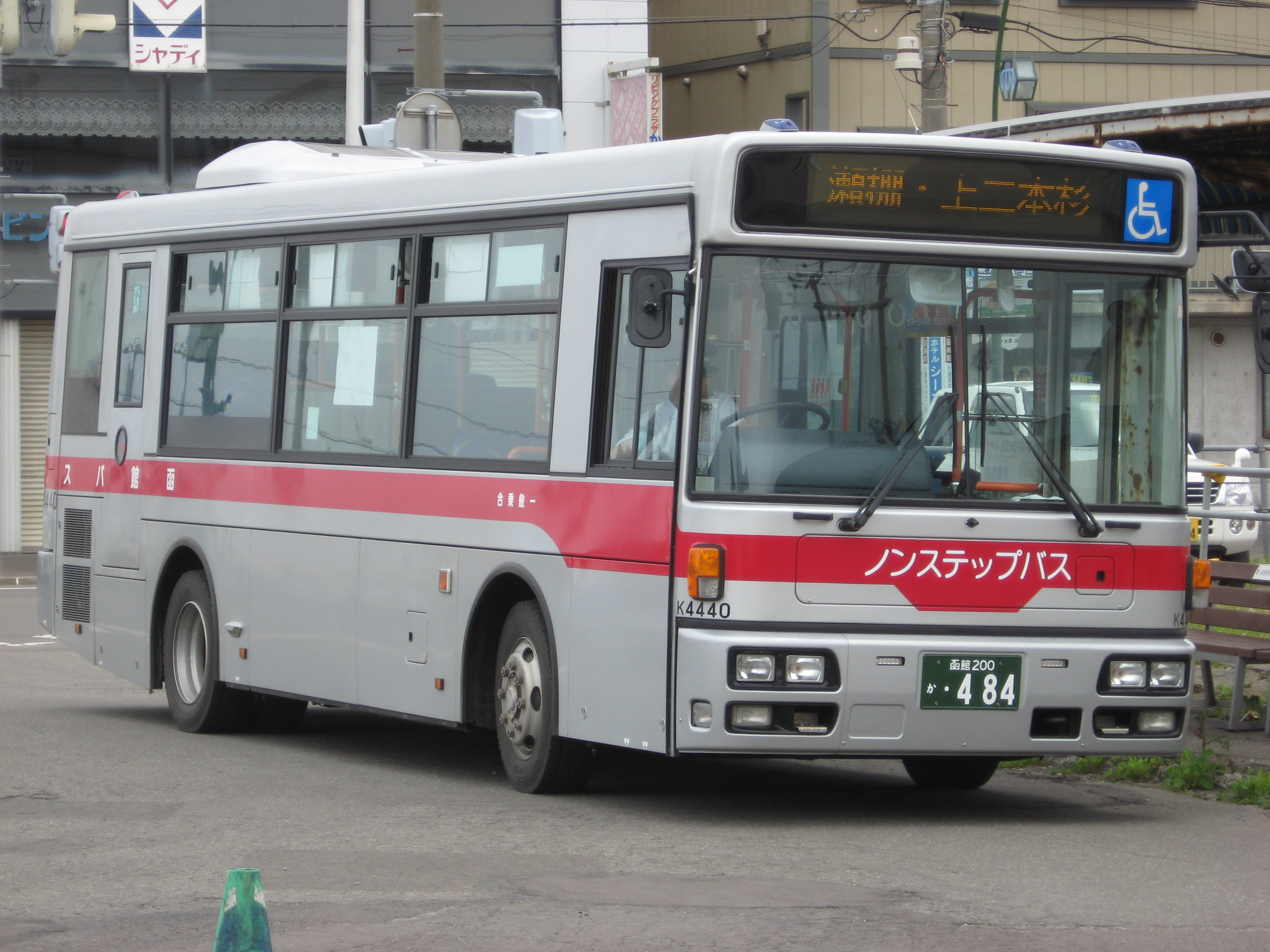
ノンステップ PDG-RM820GAN 函館バス
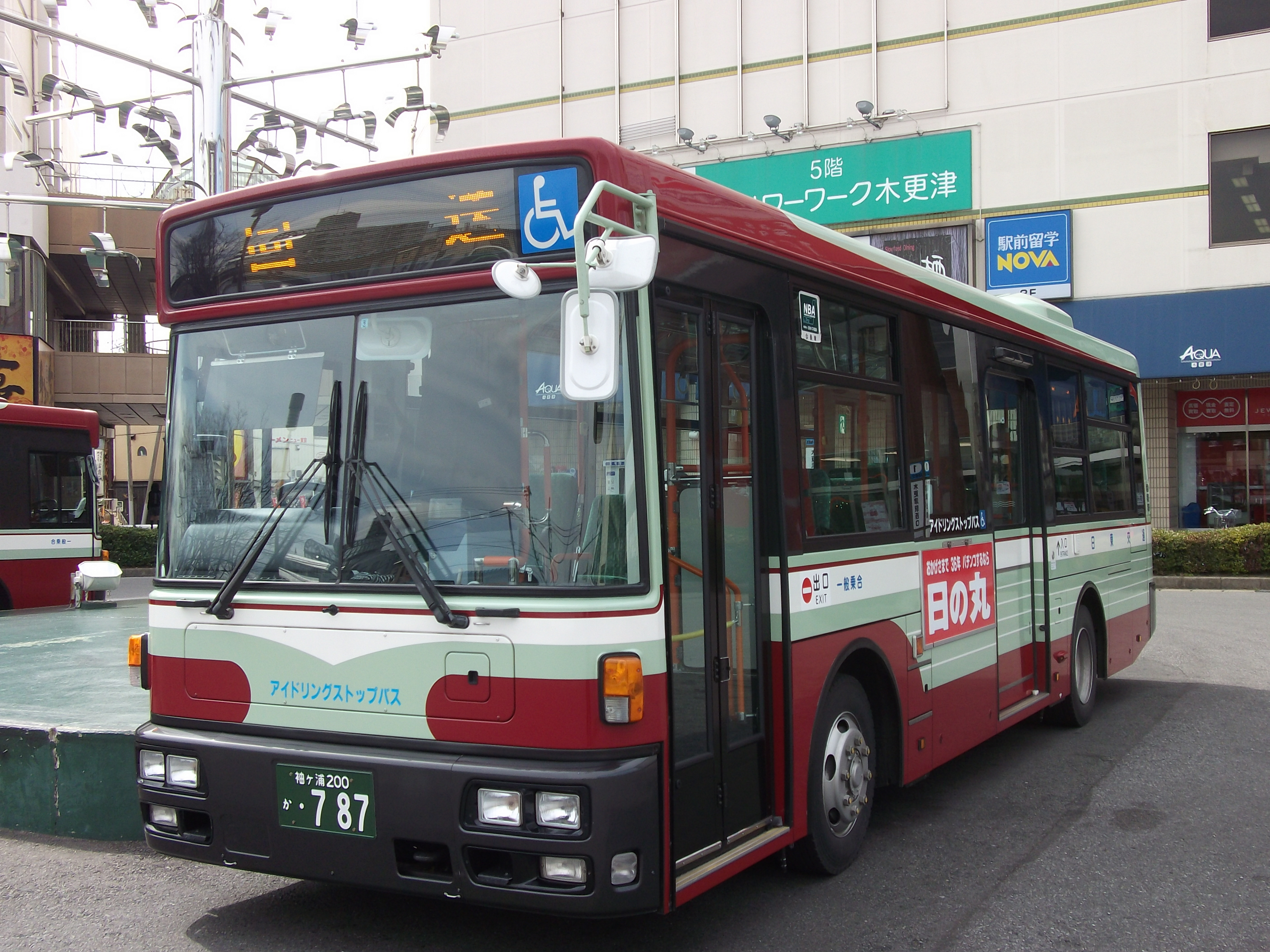
ワンステップ PDG-RM820GAN 日東交通
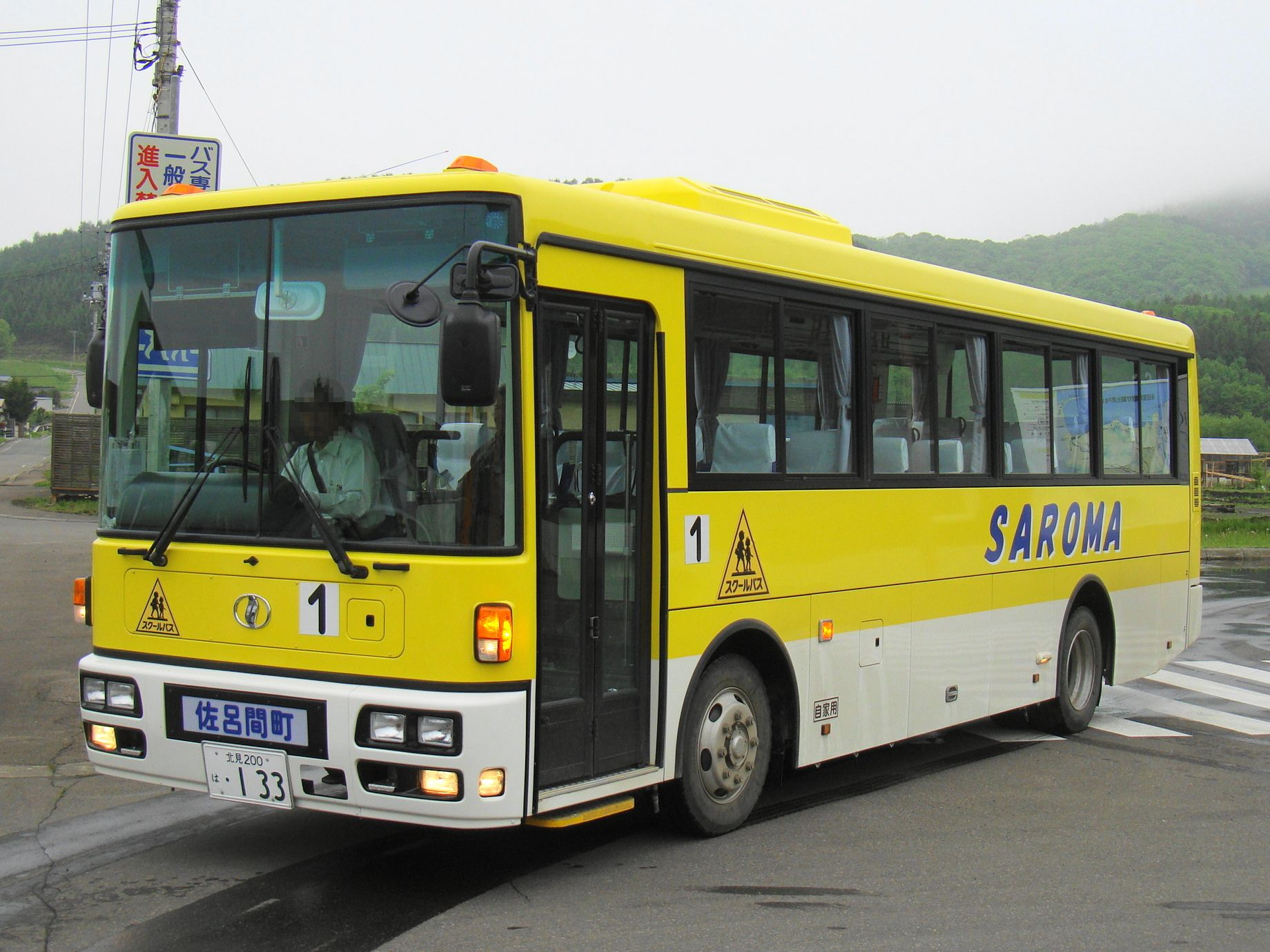
自家用仕様 PDG-RM820HAN 佐呂間町

### CNG車
本節ではCNGバスについて記述する。ベース車（ディーゼル車）との共通仕様については#KK-RM252/KK-JM252を参照。
大型路線車のUA系で1994年に日本初のCNGバスを開発した日産ディーゼルは、さらに5年後の1999年には日本初のCNGノンステップバスを開発・発売したことは特記される。低公害とバリアフリーを両立させようという試みが結実したものであった。CNGバスの低床化は、規制緩和によりガスボンベの軽量化が可能となり、ボンベを床下から屋根上に移設することでワンステップバス・ノンステップバスが実現したものである。
翌2000年には中型車のRMにもCNG車をラインナップし、日本初の中型CNGノンステップバスとして発売した。しかし2000年代後半以降はCNGバスの需要が減少し、2005年には他社に先駆けて平成17年排出ガス規制適合のRA系を発売したこともあり、2007年をもってCNGバスの生産・販売を終了した。
RM系のCNGバスは、KK-RM252系でのみ設定され、エンジンはFU6型 (210PS) を搭載する。変速機は、5速マニュアルと5速オートマチックが設定されていた。

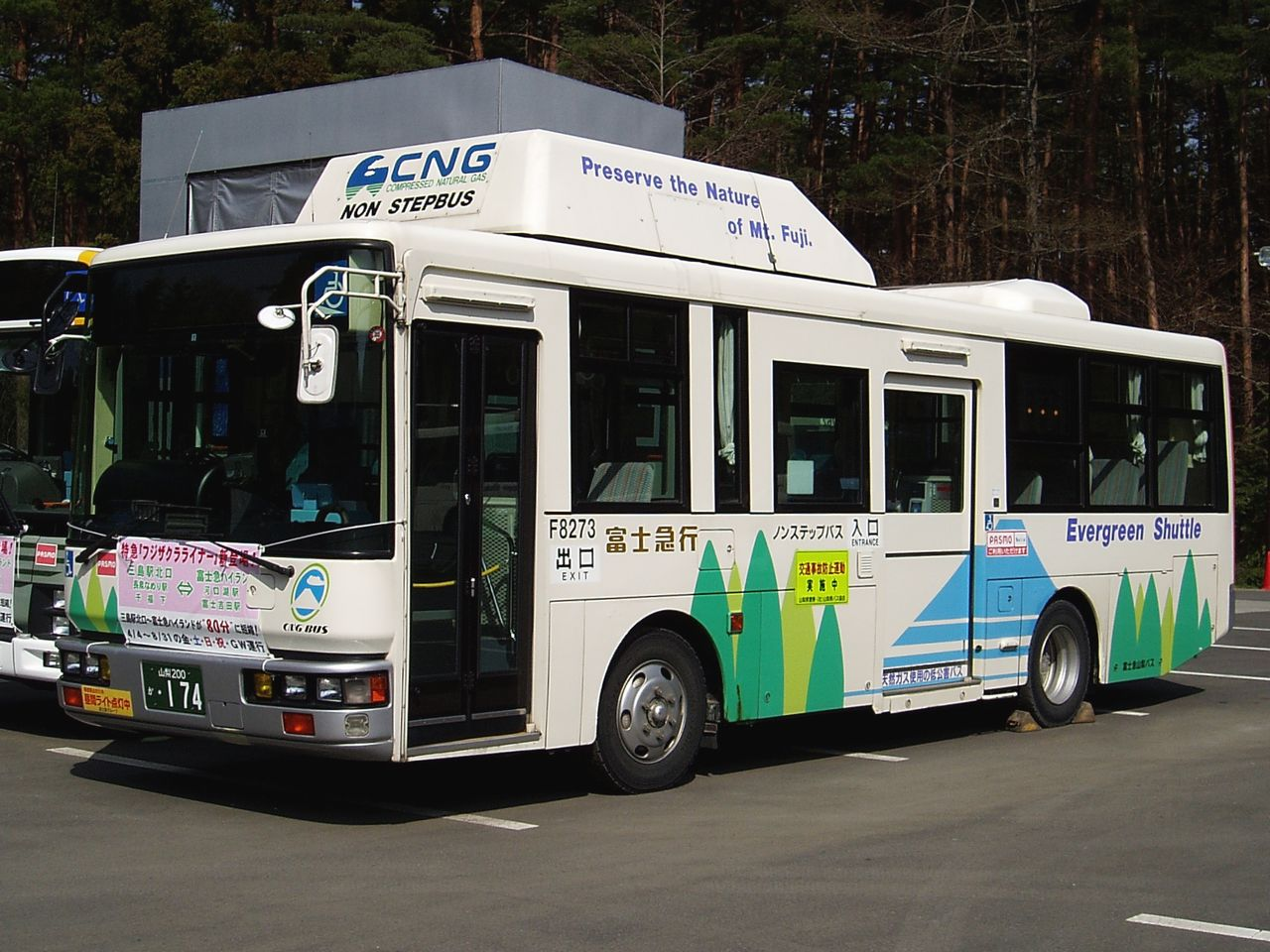
CNGノンステップ KK-RM252GAN改 富士急山梨バス「エバーグリーンシャトル」
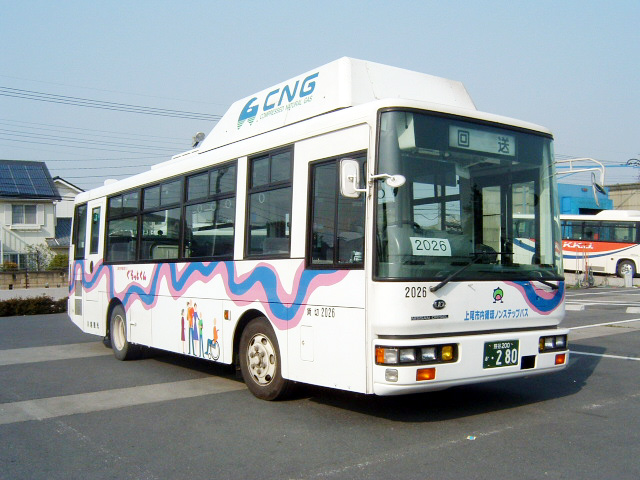
CNGノンステップ KK-RM252GAN改 川越観光自動車 上尾市「ぐるっとくん」